# Heribertschrein

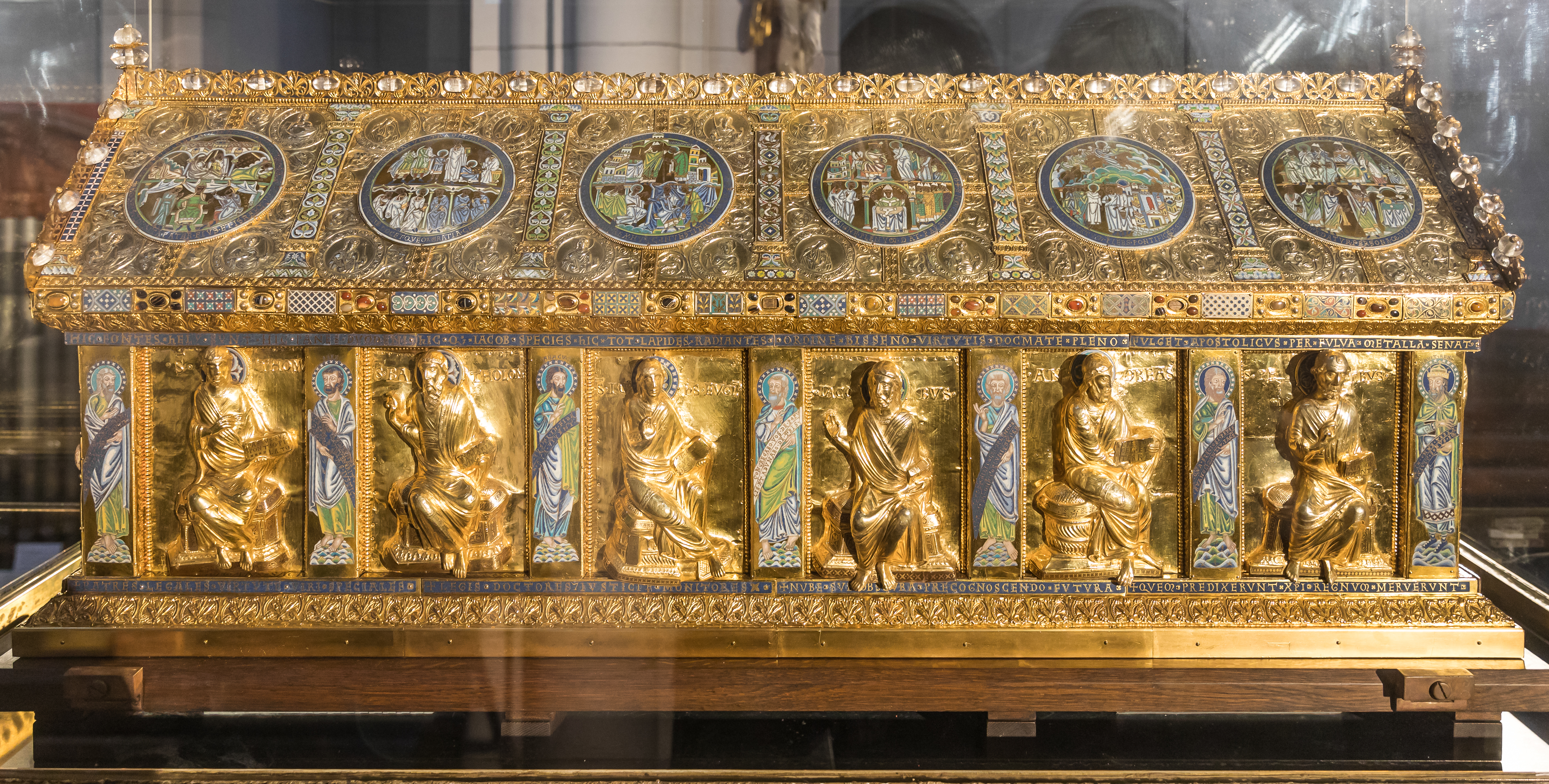
Heribertschrein, Petrusseite mit Dach

Der Heribertschrein ist ein mittelalterlicher Reliquienschrein des 12. Jahrhunderts. Ursprünglich befand er sich in der Klosterkirche Alt St. Heribert der Abtei Deutz, die später als Pfarrkirche St. Heribert genutzt wurde. Nach der Aushebung der Gebeine des Heiligen Heribert von Köln wurde der Schrein in Auftrag gegeben, 1175 fertiggestellt und die Gebeine wurden feierlich in den Schrein überführt. Heute steht der Schrein  in einem Glaskasten auf einem von vier Säulen gestützten Stein aus grünem Marmor hinter dem modernen Altar der Kirche.

## Vorgeschichte und Geschichte des Schreins

### Heribert von Köln
Die Erziehung Heriberts fand in der Wormser Domschule ihren Anfang und setzte sich im Benediktinerkloster in Gorze fort. In Worms wurde Heribert nach seiner Ausbildung Dompropst. Heribert wurde von Hildebold, dem Wormser Bischof und Reichserzkanzler für „Germanien“, am kaiserlichen Hofe eingeführt und trat als Leiter der deutschen Kanzlei in die Hofkapelle, eine Eliteakademie für Reichs- und Königsdienst, ein. 994 wurde Heribert von Kaiser Otto III. zum Kanzler von Reichsitalien erhoben. Damit hatte erstmals ein Deutscher dieses Amt inne. 995 wurde er zum Priester geweiht und drei Jahre später, nach dem Tod Hildebolds im Jahr 998, ernannte Kaiser Otto III. Heribert zum Kanzler von Germanien, wodurch beide Ämter erstmals in einer Person vereint waren. Durch seine Freundschaft zu Otto III. wurde Heribert ebenfalls der Titel des „Archilogothea“ verliehen, der ihn als den obersten Berater und Vertrauten für Otto III. auszeichnete.
Während des zweiten Italienfeldzugs wurde Heribert 999 vom Domkapitel zum Erzbischof von Köln gewählt. Seine Weihe erhielt er zum Weihnachtsfest 999 im Alten Kölner Dom, nachdem er barfuß in Köln eingezogen war. Diese Geste der Bescheidenheit spiegelte den Humilitätstopos wider, der das Bild Heriberts prägte. Während seiner Amtsausübung als Kölner Erzbischof trat Heribert durch seine außergewöhnliche Frömmigkeit und Armenfürsorge hervor.
Als Kaiser Otto III. im Januar 1002 auf der italienischen Burg in Paterno verstarb, war Heribert als Kanzler ebenfalls vor Ort. Unter schweren Kämpfen überführte er den Leichnam Ottos III. sowie die Reichsinsignien zurück nach Aachen, wobei die Heilige Lanze unter der Aufsicht des Pfalzgrafen Ezzo von Lothringen voraus geschickt wurde. Nach der Beisetzung Ottos III. und der Wahl Heinrichs II. als dessen Nachfolger, legte Heribert das Kanzleramt nieder. Zurück in Köln gründete er, wie mit Otto III. vereinbart, die Abtei Deutz.
Trotz der Spannungen zwischen Heribert und König Heinrich II. begleitete Heribert ihn auf dessen Romzug 1004 und unterstützte seine Stiftung des Bistums Bamberg im Jahre 1007. Als Heinrich II. Heriberts Unterstützung zur Belagerung der Burg Hammerstein verlangte, Heribert dies aber wegen Krankheit verweigerte, glaubte Heinrich II. diese Begründung nicht. Er reiste nach Köln, fand Heribert schwer krank vor und bat um Vergebung, Heriberts Aussagen keinen Glauben geschenkt zu haben.
Nur wenige Wochen nach dem Besuch Heinrichs II. starb Heribert am 16. März 1021 in Köln. Er wurde in der von ihm gegründeten Abtei in Deutz beigesetzt. Die Erhebung seiner Gebeine fand am 30. August 1147 unter Abt Gerlach statt. Da der Schrein für die Gebeine Heriberts zu diesem Zeitpunkt noch nicht vollendet war, wurden diese zunächst in kostbare Seiden und Leinen gehüllt und in eine Lade gelegt. Unter Abt Hartbern wurde der konzipierte Heribertschrein fertiggestellt und die Gebeine wurden in diesen überführt. Auf dem Schrein finden sich im Bildprogramm der Dachseiten die wichtigsten Lebensstationen und Wunder Heriberts wieder.

### Verehrung als Heiliger
Die Verehrung Heriberts als Heiliger setzte bereits kurz nach seinem Tod 1021 ein. Zwischen 1046 und 1060 fand sich der erste literarische Niederschlag im hagiographischen Werk Lantberts von Deutz, einem Schulmeister des Deutzer Klosters. Das bekannteste Wunder Heriberts ist das Regenwunder. Bei einer Kölner Bittprozession um Regen, die von St. Severin nach St. Pantaleon führte, soll gesehen worden sein, wie eine Taube um Heribert kreiste. Nach der Beendigung der Messe habe es nach einer langen Dürre und Wasserknappheit angefangen zu regnen. Mittels dieser Legenden stieg die Bedeutung Heriberts über die Stadt Köln hinaus an und die Deutzer Kirche gewann als Wallfahrtsort an Bedeutung. Rupert, ein ebenso wie Lantbert aus Lüttich stammender Mönch, verfasste knapp 100 Jahre später ebenfalls eine Vita sancti Heriberti, die teils auf Lantberts Werk fußt. Ziel der Texte war es, die tugendhafte Lebensführung im Dienste Gottes hervorzuheben und christlich-karitatives Engagement als erstrebenswert darzustellen.
Die am 30. August 1147 feierlich erhobenen Gebeine des Heiligen wurden in den um 1175 fertiggestellten kostbaren Heribertschrein gebettet. Auf dem Dach des Heribertschreins lässt sich die Vita Heriberts in großen Medaillons nachverfolgen.

## Entstehung, Form und Bildprogramm

### Entstehung, Datierung, Funktion
Die Gebeine des verehrten Heribert wurden 1147 durch Abt Gerlach (1146–1160) erhoben. Sie wurden in kostbare Tücher gewickelt (siehe Abschnitt „Reliquien Heriberts“) und in einen Holzlade gelegt. Wie dendrochronologische Untersuchungen ergaben, sind der Holzkern und die hölzerne Innenlade des Schreins noch ursprünglich. Nach mehrfachen Änderungen bezüglich des Aufstellungsorts wurde auch das Bildprogramm überarbeitet. Wie Heribert Müller ausführt, wurde das heute sichtbare Konzept um 1160 von Abt Hartbern festgelegt und in Auftrag gegeben. Dabei wurden früher hergestellte Silberreliefs angepasst und weiter verwendet. Auf Hartbern geht auch die Idee der Verwendung von Emaille-Schmuck zurück. Durch die Untersuchungen am Schrein in den 1990er Jahren kann als gesichert gelten, dass die Beschläge vorproduziert und in einem Zuge um 1170–1175 montiert wurden. 1175 erfolgte die feierliche Translation der Lade in den fertigen Schrein.
Es gibt bisher keine Hinweise darauf, ob die Gestaltung von einem einzigen Goldschmied oder von mehreren Goldschmieden vorgenommen wurden. Mögliche Quellen wie Berichte oder Rechnungen aus dem Kloster dürften bei Bränden verloren gegangen sein. Martin Seidler widerspricht der These von den zwei unterschiedlichen Meistern bei der Anfertigung und bezeichnet sie nach Abschluss seiner Untersuchungen (1988–1994) als verfälschend.
Heribert gehörte u. a. wegen seines Regenwunders zu den wichtigen Kölner Heiligen, die bei einer Pilgerreise nach Köln zu besuchen waren. Vermutlich um 1200 wurde Heribert zum neuen Patron der Klosterkirche, die seit ihrem Bau Christus und Maria geweiht war. Der Schrein war angemessener Ausdruck der Verehrung durch die Mönche, die ihn als Klostergründer und Vorbild verehrten und der Laien, die ihn wegen seiner Wundertaten verehrten.
Die großen Emailles der Dachfläche mit den Szenen aus Heriberts Leben (siehe Abschnitt „Bildprogramm“) weisen wegen ihrer lateinischen Beschriftungen eher weniger auf eine Zurschaustellung des Schreins für Pilger hin. Für Laien sind die Bilder allein kaum verständlich und die Inschriften ebenso. Dies führt zu der Annahme, dass das Bildprogramm mit Blick auf die Kontemplation der Mönche ausgelegt wurde. Einen weiteren Beleg dafür liefern die Schriftrollen, die die in Emaille gehaltenen Propheten vor sich ausbreiten. Die Zitate beziehen sich inhaltlich auf das Wirken von Heiligen im Allgemeinen und untermauern damit theologisch den Heribert-Kult sowie die besondere Wirkung von Gebeten. Damit folgt die bildliche Darstellung einer Auslegung Bernhard von Clairvaux’, der die Rolle eines Heiligen als ethisches Vorbild für den Konvent für wichtiger ansah als den Reliquienkult. Die Szenen der Medaillons bilden eine Auswahl aus der von Landbert verfassten Heribertvita. Wie Schuster darlegt, wurde damit eine Art Kanon geschaffen, der in dieser Auswahl immer wieder vorkam. So hat Lantbert wohl auch ein Heribertoffizium mit liturgischen Anweisungen zum Stundengebet mit den gleichen Szenen geschaffen. Darin bilden Psalmen und Lesungen gleichsam den liturgischen Kommentar zur dargestellten Heiligenvita. Diese Verknüpfung von Liturgie und Schreinprogramm soll zu jener Zeit die Regel gewesen sein. Daher war der Schrein für die Mönche ein Andachtsobjekt.
Auch wenn das Programm sich an theologisch Gebildete wandte, wurde der Schrein auch von Laien zur Verehrung und Anbetung besucht. Ihnen war das Bildprogramm auf den Dachseiten vermutlich nicht zugänglich. Im Mittelpunkt stand für die Pilger die Verehrung der wundertätigen Reliquien, die in dem kostbaren Schrein aufbewahrt wurden. Zu den Gedenktagen des Hl. Heribert wurde der Schrein den Laien in Prozessionen (siehe Abschnitt „Schreinprozessionen“) und Heiltumsschauen vorgeführt. Es ist zu vermuten, dass sich die Verehrung Heriberts aber nicht auf so wenige Tage im Jahr beschränkt hat, sondern dass das Kloster einen regelmäßigen Besucherstrom erlebte, der auch zum wirtschaftlichen Unterhalt des Klosters beitrug.

### Material, Technik und schematischer Aufbau des Schreins
Der Heribertschrein weist eine Länge von 1,53 Metern, eine Höhe von 0,66 Metern und eine Breite von 0,42 Metern auf. Der Innenbau besteht aus Eichenholz. Die Außenseiten sind mit silbervergoldetem Kupfer beschlagen und mit Edelsteinen verziert.

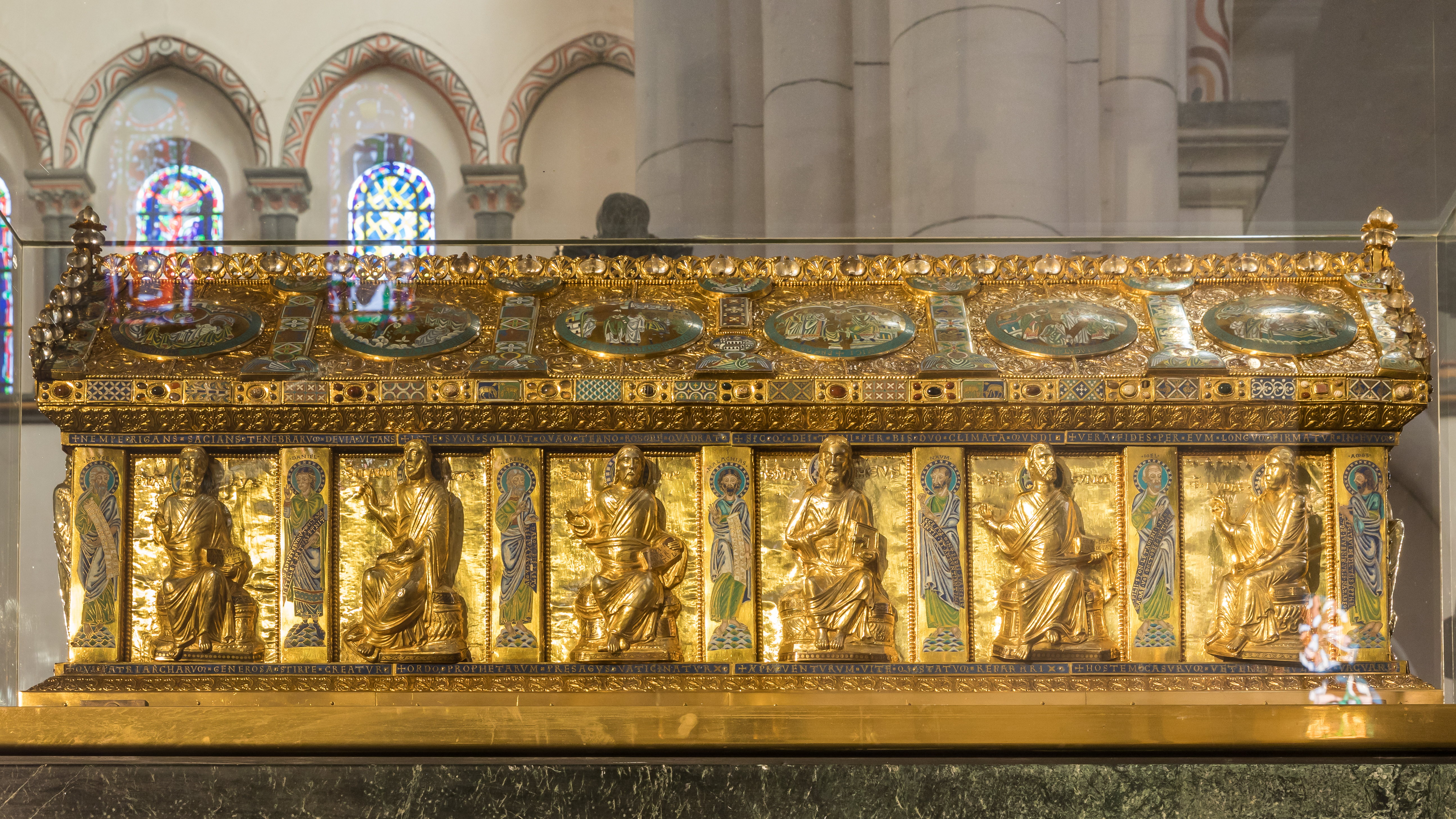
Heribertschrein, Paulusseite

Die Gestaltung des Kastenschreins ähnelt in seiner Form einem langgestreckten architektonischen Bau mit einem Satteldach. Sowohl die vier Ansichtsseiten als auch das Giebeldach sind mit dekorativen Elementen geschmückt. Die ornamentale Gestaltung des Schreins weist eine Vielfalt an Techniken und Materialien auf. Im unteren Bereich des Schreins werden die Außenwände durch flache Lisenen in Figurennischen gegliedert. Der Aufbau ist zwischen den umlaufenden Sockel- und Gesimsprofilen eingezogen.
Die Langseiten sind mit getriebenen Apostelfiguren aus vergoldetem Silberblech gestaltet. Die Apostel werden jeweils von Prophetendarstellungen mit Schriftbändern aus bunter Emaille, die in Grubenschmelztechnik ausgearbeitet wurden, flankiert. Insgesamt befinden sich somit auf jeder Längsseite des Schreins jeweils im Wechsel sechs Apostel und sieben Propheten.
Die kurzen Stirnseiten des Heribertschreins sind ebenfalls ornamental ausgestaltet. An der Marienseite befindet sich eine Nische mit Kleeblattbogen, der in das Giebelfeld ragt. Die Marienfigur ist hier thronend, mit dem Jesuskind auf dem Schoß, zwischen zwei Engeln dargestellt. An der Gegenseite befindet sich die Figur des heiligen Heriberts, ebenfalls sitzend dargestellt, mit Mitra, Stab, Evangelienbuch, Pallium und Rationale. Er wird flankiert von zwei Personifikationen der Tugenden Caritas und Humilitas. Die Figurennische wird oben von einem kreisförmigen Rahmen, in dem Christus als Brustbild dargestellt ist, angeschnitten. Die Stirnseiten sind durch weitere Emaillearbeiten mit unter anderem Engelsdarstellung und Edelsteinapplikationen um die getriebenen Figurendarstellungen geschmückt.
An allen vier Seiten unter den Figurendarstellungen und an den Längsseiten über den Figuren befinden sich Inschriftenbänder in Emailletechnik.
Der Übergang von den Seitenwänden zum Dach sind durch alternierende Emaille- und Edelsteinarbeiten verzieht. Das Dach nimmt ein Drittel der Gesamthöhe des Schreins ein. Die Dachflächen sind ziseliert und mit weitern Emaillearbeiten ausgestaltet. Zwölf Medaillons aus Emaille erzählen auf der Dachfläche die Lebensgeschichte des heiligen Heribert. Zwischen den Medaillons sind gliedernde Emaillestreifen mit geometrischen Mustern und Engelsdarstellungen angebracht. Die Dachkanten und der Dachfirst sind mit aufgesetzten gegossenen Ornamenten und Bergkristallen geschmückt.

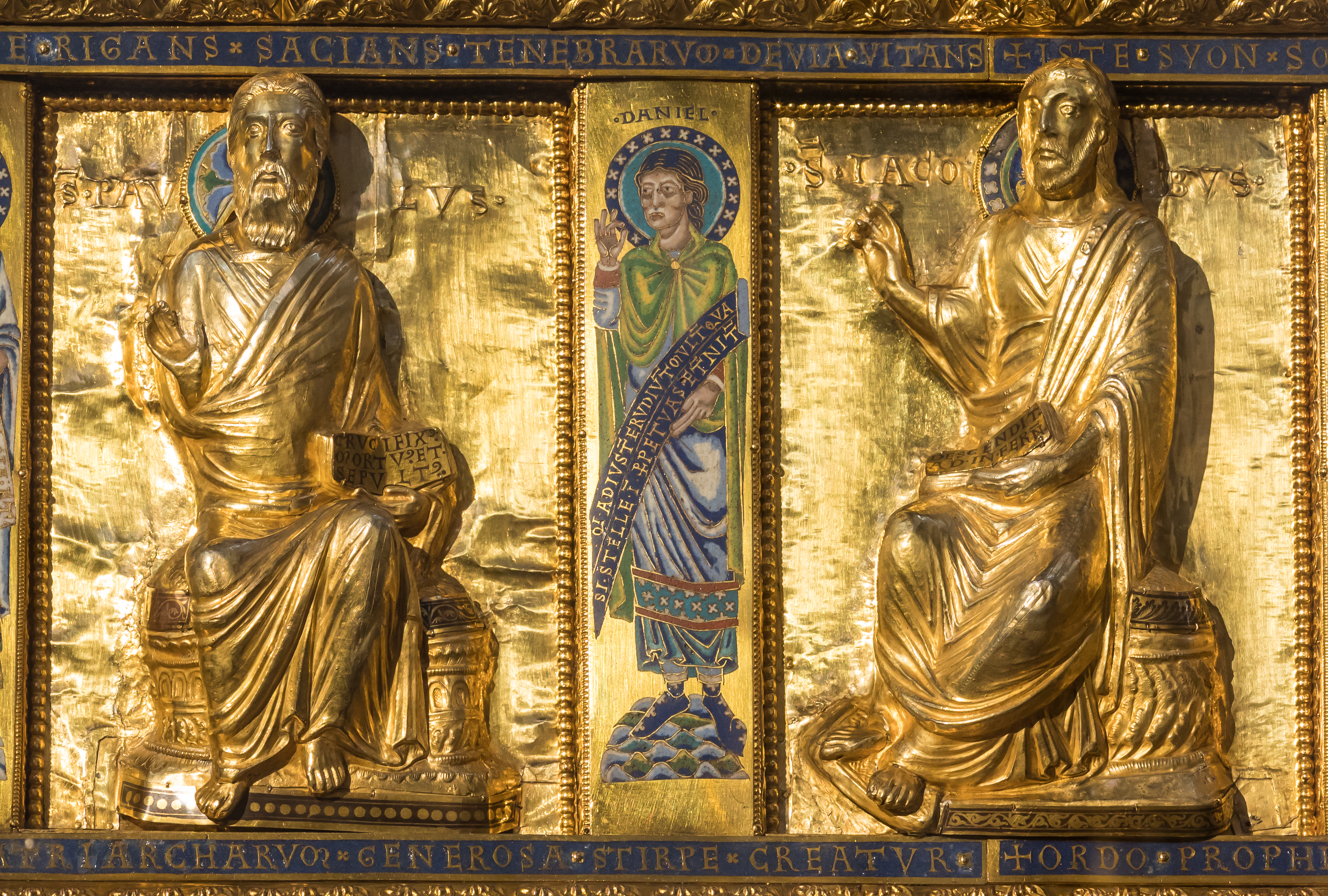
Paulusseite, Paulus und Jacobus der Jüngere
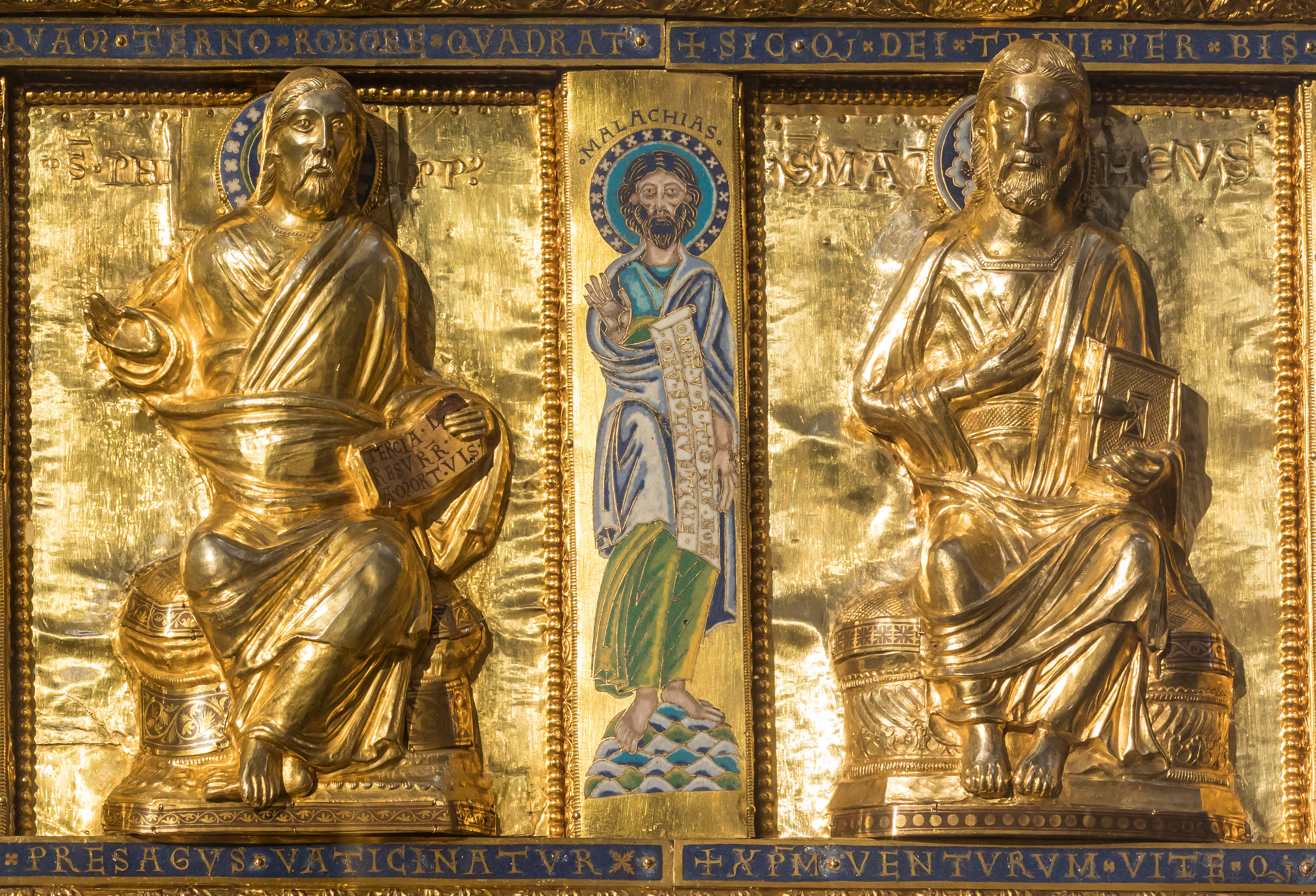
Paulusseite, Philippus und Matthäus
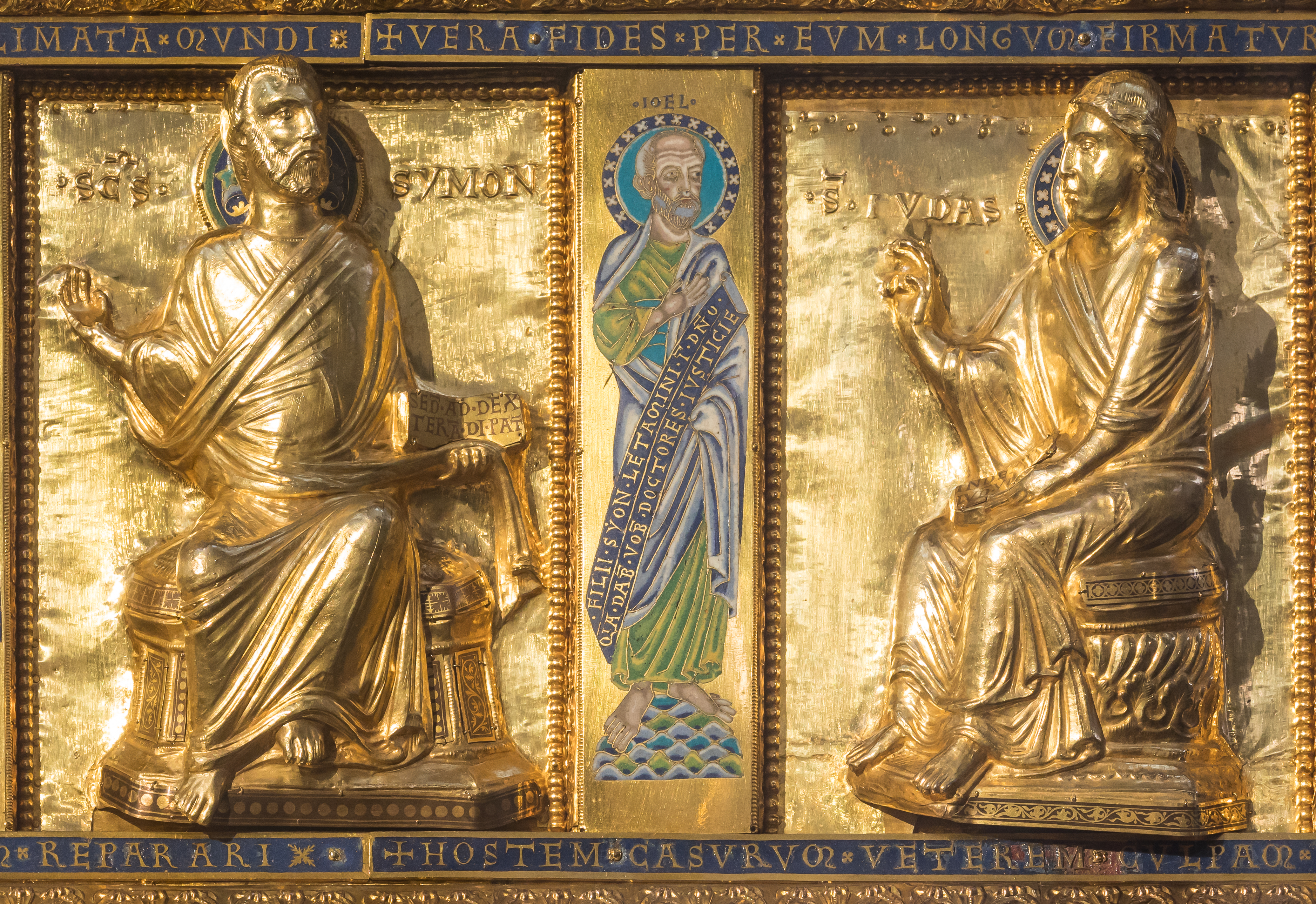
Paulusseite, Simon und Judas
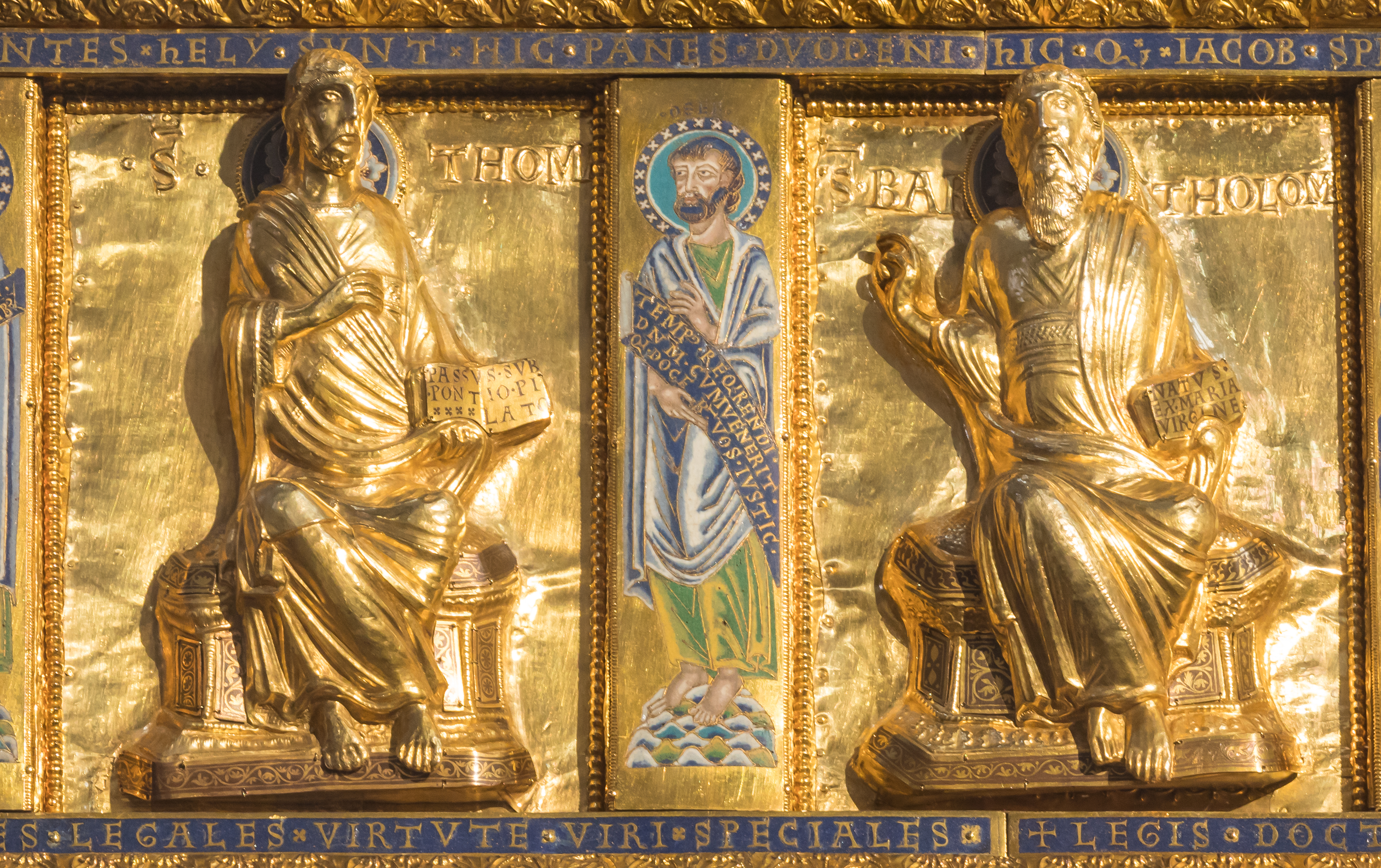
Petrusseite, Thomas und Bartholomäus
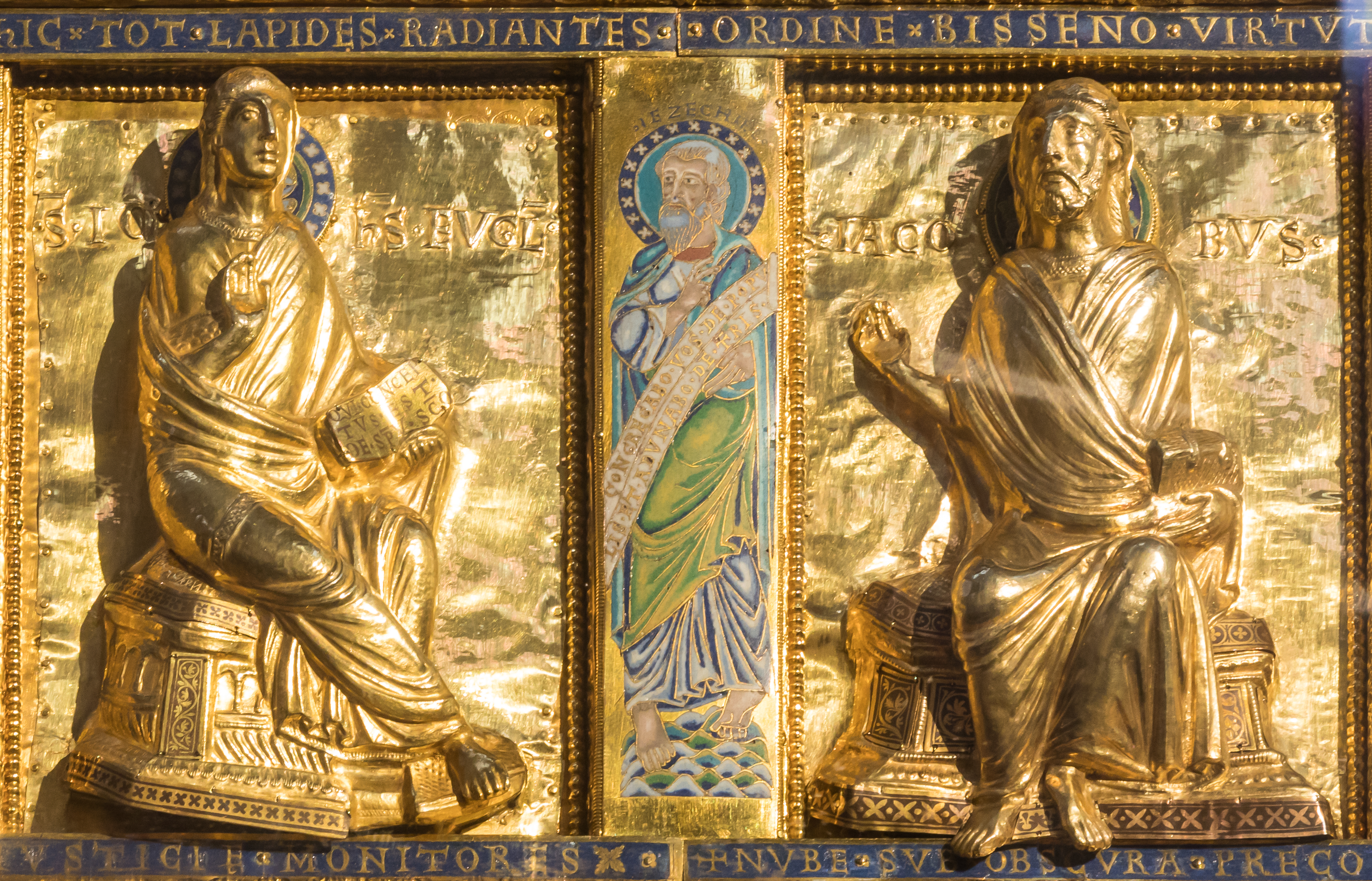
Petrusseite, Johannes und Jacobus der Ältere
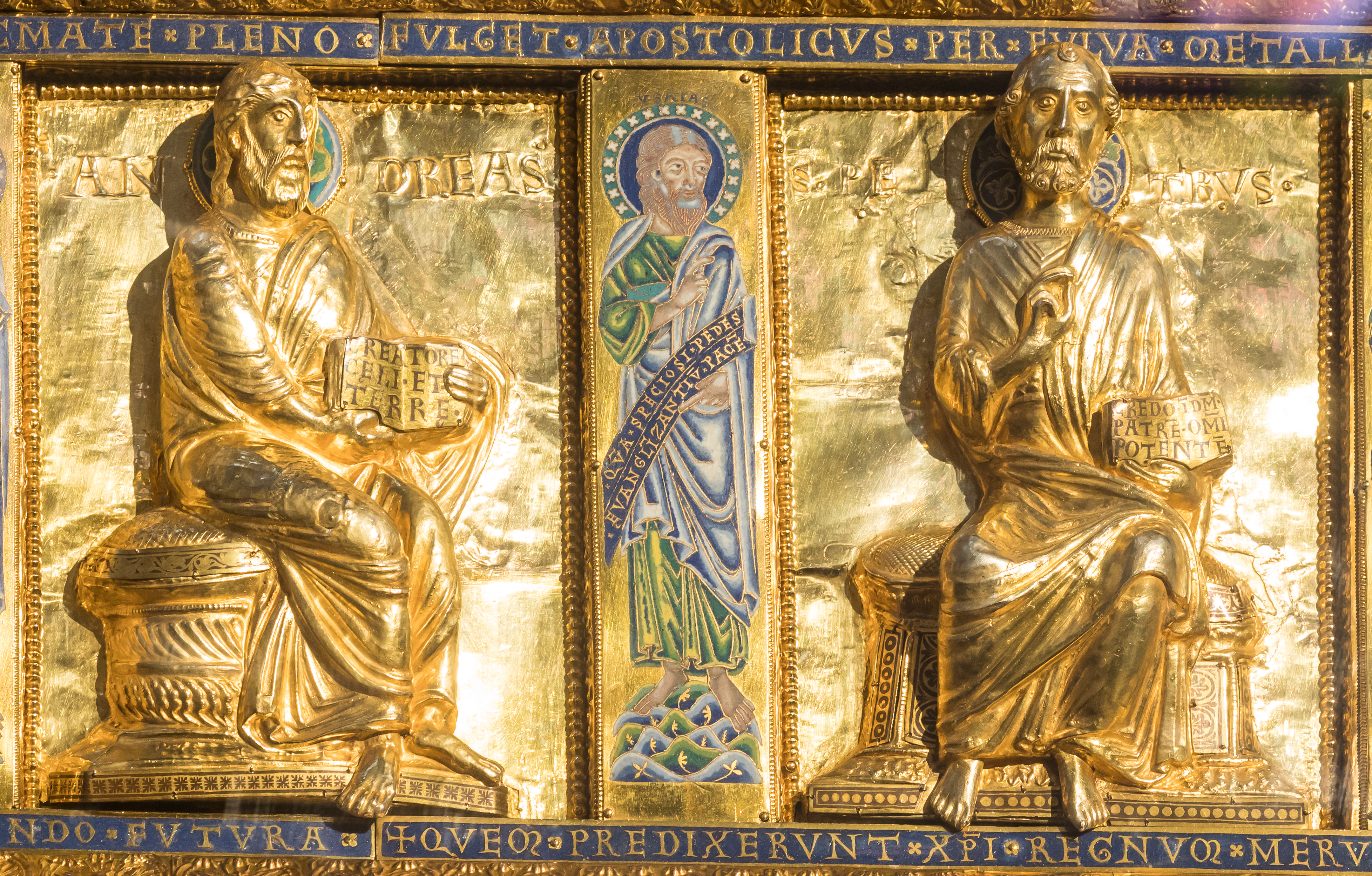
Petrusseite, Andreas und Petrus

### Bildprogramm
Die Bedeutung des Schreins zeigt sich in seiner äußeren Form. Sie ähnelt einem Haus, das im religiösen Kontext an eine Kirche erinnern soll, aber auch der Gestalt eines langgestreckten Sarkophags nahe kommt. Ursprünglich war nur die geschmückte Stirnseite mit der Mariendarstellung geplant. Dieses erste Konzept ging auf den Plan zurück, den Schrein in eine Mauernische in der Westwand der neu errichteten Krypta der alten Klosterkirche einzuschieben, bei der nur die Stirnseite sichtbar gewesen wäre. An der Stirnseite ist eine Madonna (Maria mit Kind), die von zwei Engeln flankiert wird, zu sehen. Das segnende Christuskind sitzt als Erlöser auf dem Schoß der Gottesmutter. Im Giebelfeld über ihnen befand sich ursprünglich die Hand Gottes, heute ist dort Christus Pantokrator zu sehen. Als ursprüngliche Patronin des Klosters bestimmt ihre Figur die prominenteste Seite des Schreins. Unter ihr befindet sich eine lateinische Sockelinschrift, die das gesamte Bildprogramm des Schreins begleitet und erklärt.

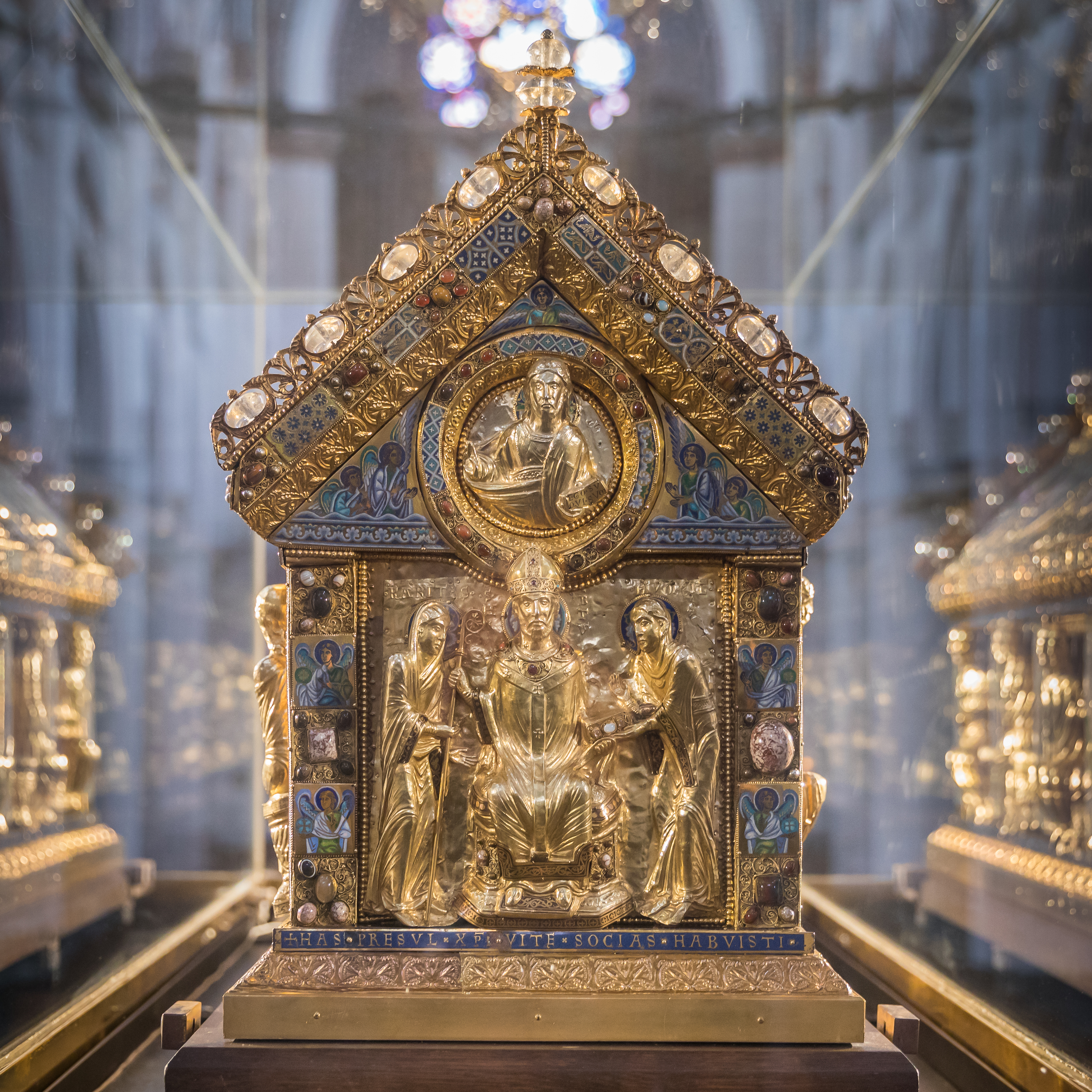
Heribertschrein, Hl. Heribert mit den Tugenden Caritas und Humilitas

Die zweite Stirnseite zeigt den Heiligen, dessen Gebeine sich im Inneren befinden sollen. Heribert ist auf seinem Bischofsthron abgebildet. Er wird von den weiblichen Personifikationen seiner bekanntesten und bedeutendsten Tugenden, der Caritas (Nächstenliebe) und der Humilitas (Demut), begleitet. Gemeinsam mit dem einstigen Erzbischof halten sie dessen Hirtenstab und Evangelienbuch, wodurch sie ihn in seiner Amtsführung unterstützen und die Bedeutung seiner Person erneut herausstellen. Über ihm befindet sich der Weltenherrscher.

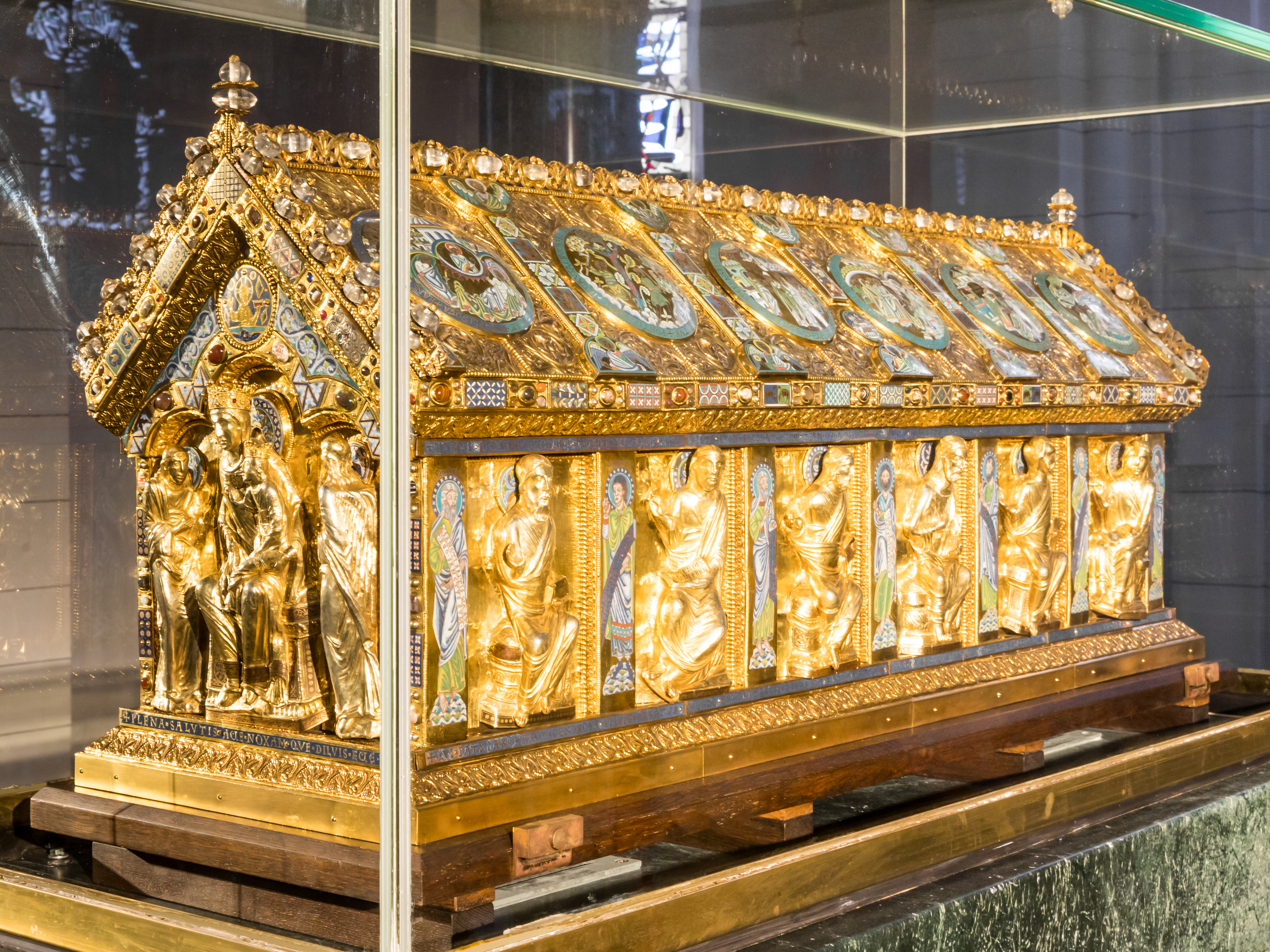
Heribertschrein, Marienseite mit Paulusseite und Dach

Das figürliche Programm zu den beiden längeren Seiten des Schreins zeigt die prominenten, größeren Sitzfiguren der Apostel, die von sieben kleineren Figuren begleitet werden. Die zwölf Apostel sind halbplastisch getriebene Figuren, die von Petrus und Paulus, den jeweils ranghöchsten, angeführt werden. Sie wurden paarweise angefertigt, was an der leichten Drehung der Figuren zu jeweils einem ihrer Nachbarn erkannt werden kann. Sie halten Bücher mit Sätzen des apostolischen Glaubensbekenntnisses, das ebenso wie die Abfolge der Figuren bei Judas Thaddäus endet. Von der Marienseite aus links befinden sich an der Langseite die Apostel Petrus, Andreas, Jakobus major, Johannes Evangelista, Bartholomäus und Thomas. Von der Marienseite aus rechts sind an der gegenüberliegenden Langseite die Apostel Paulus, Jakobus minor, Philippus, Matthäus, Simon und Judas Thaddäus dargestellt.
Zwischen ihnen sind die kleinen und großen Propheten positioniert, die von König David und Moses angeführt werden und von denen aus je sechs – zunächst die großen, dann die kleineren Propheten – folgen. Jede dieser Figuren lässt sich durch die lateinischen Inschriften neben ihren Köpfen und durch die Schriftrollen in ihren Händen, die Zitate aus ihren Büchern beinhalten, identifizieren. Diese zeigen die in Gruben-Emaille gearbeiteten Propheten und Könige und fungieren nicht nur im Bildprogramm, sondern auch im symbolischen Sinne, als Pfeiler, die das Dach des Hauses stützen, wie dies an ihrer Position auf aus der Fläche hinaus greifenden Lisenen erkannt werden kann.
Die an den Langseiten des Schreins gezeigten Propheten und Könige sind von der Marienseite aus links David, Isaia, Zacharias, Ezekiel, Habakuk, Osee und Sophonias und von der Marienseite aus rechts Moses, Daniel, Jeremia, Malachias, Nahum, Joel und Amos.
In je sechs großen, vielfarbigen Emaille-Medaillons bilden sich Szenen aus der Vita des heiligen Heribert auf den Dachflächen ab. Die älteste Heribert-Vita wurde von Lantbert von Deutz verfasst. Bei der Entstehung des Bildprogramms soll sie, ebenso wie deren Nachgänger und Verbesserung von Abt Rupert verwendet worden sein. Das Bildprogramm des Schreines, das im 12. Jahrhundert entstand kann als dritte Vita des Heribert gedeutet werden, deren Funktion die Heiligkeit Heriberts bildlich zu begründen ist und Heribert als historische Person auf seinen Ort der Verehrung bezogen hat, wodurch die Bedeutung des Klosters in Deutz stieg. Im Gegensatz zur restlichen Ausstattung des Schreins, der die Marienseite als Hauptstirnseite bestimmt, beginnt und endet die Vita Heriberts von dessen Seite ausgehend. Auf der Petrusseite bildet sich Heriberts Weg in das Kölner Bischofsamt ab (1.–6.), während auf der Paulusseite sein Wirken und seine Bedeutung für Deutz verbildlicht sind (7.–12.).
Die Vita des Heiligen Heribert in den Medaillons auf dem Dach des Schreins:
1. Geburt Heriberts: „Des ruhmvollen Sprosses Anfang bekundet das Aufleuchten der Sonne. Sein Vater sah dies voraus und ein Jude.“
2. Heriberts Schulausbildung: „Dem Lehrenden übergibt der Vater den Sohn zur Erziehung. Dieser selbst aber führt die Rede und lehrt, da ihn himmlische Gnade erfüllt.“
3. Levitenweihung durch Bischof Hadebald von Worms und Heriberts Ernennung zum Kanzler durch Otto III.: „Hier wird der ehelos lebende ruhmvolle Mann zum Leviten. Ihn bekleidet der König mit der Würde des Kanzleramtes.“
4. Erhebung Heriberts zum Erzbischof durch die Übergabe des Petrusstabs und des Palliums: „Aus der Huld des Königs wird hier dem Hirten der heilige Stab gegeben. Das vollgültige Zeichen des Vorstehers schenkt gültig der Papst.“Heribertschrein, Medaillon Nr. 4

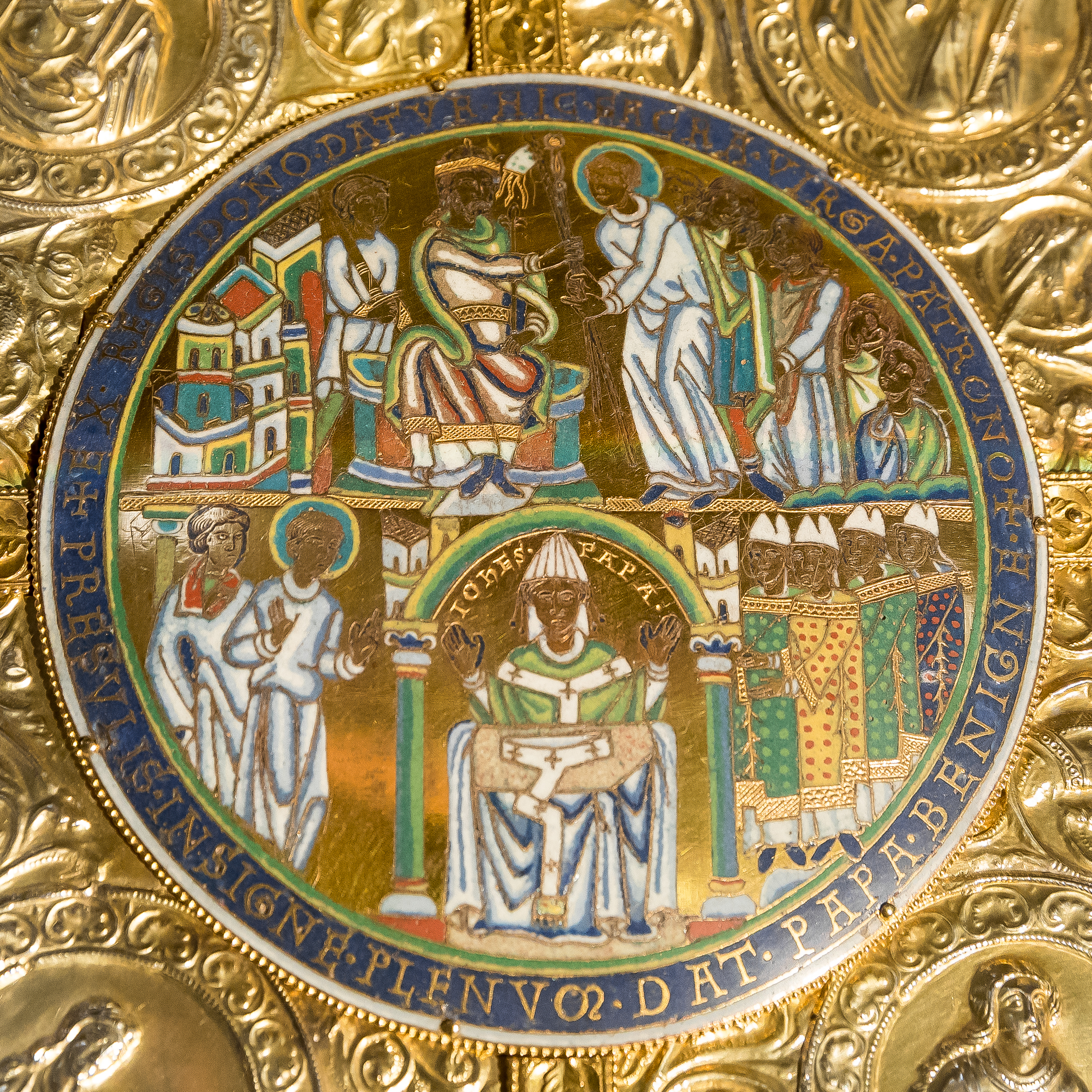
Heribertschrein, Medaillon Nr. 4

5. Zug über die Alpen und Empfang in Köln: „Der Berg übersteigt die Berge, breitet Licht aus über die Täler. Das Volk empfängt den ersehnten und ihm geneigten Bischof.“
6. Prüfung und Bischofsweihe: „Hier nimmt der Mann die Prüfung auf sich, der den Armen trostreicher Helfer sein wird. Die heilige Salbung wird gespendet, eine würdige Gestalt wird geheilt.“
7. Marienerscheinung und Bau der Abteikirche in Deutz aufgrund des Versprechens an Otto III.: „Siehe, hier besucht dich, Vater, des Lichtes ruhmreiche Mutter, erfreut über das Gelübde der Kirche. Sie bestimmt die Gestalt des Baues, sie zeigt den Ort der Errichtung.“
8. Kreuzbaum-Vision: „Während des Essens schaut man ausgestreckt im Baum Christus. Dies gibt dem Bischof Anlaß, das heilige Kreuz zu errichten.“
9. Regenwunder: „Während der Vater sein Flehgebet darbringt, gießt sich ihm ein der Heilige Geist. Da er Gott milde stimmt, öffnet er die Himmel und läßt Regen strömen.“
10. Heilung am Palmsonntag/Dämonenaustreibung: „Den Kräften des uralten Widersachers die Beute entreißend, schenkt der Bischof Gesundheit, da er den Dämon der Beute beraubt.“
11. Versöhnung mit Heinrich II.: „Von Schuld befleckte Herzen läßt sterben die Verzeihung. Da der König ehrfürchtig den Zorn des Bischofs versöhnt, reicht ihm dieser dreimal den Kuß des Friedens.“
12. Tod und Begräbnis: „Hier findet der Vater, geprägt von Verdiensten, aufleuchtend wie das Feuer, vom Leibe gelöst, die sichere Ruhe des Paradieses.“

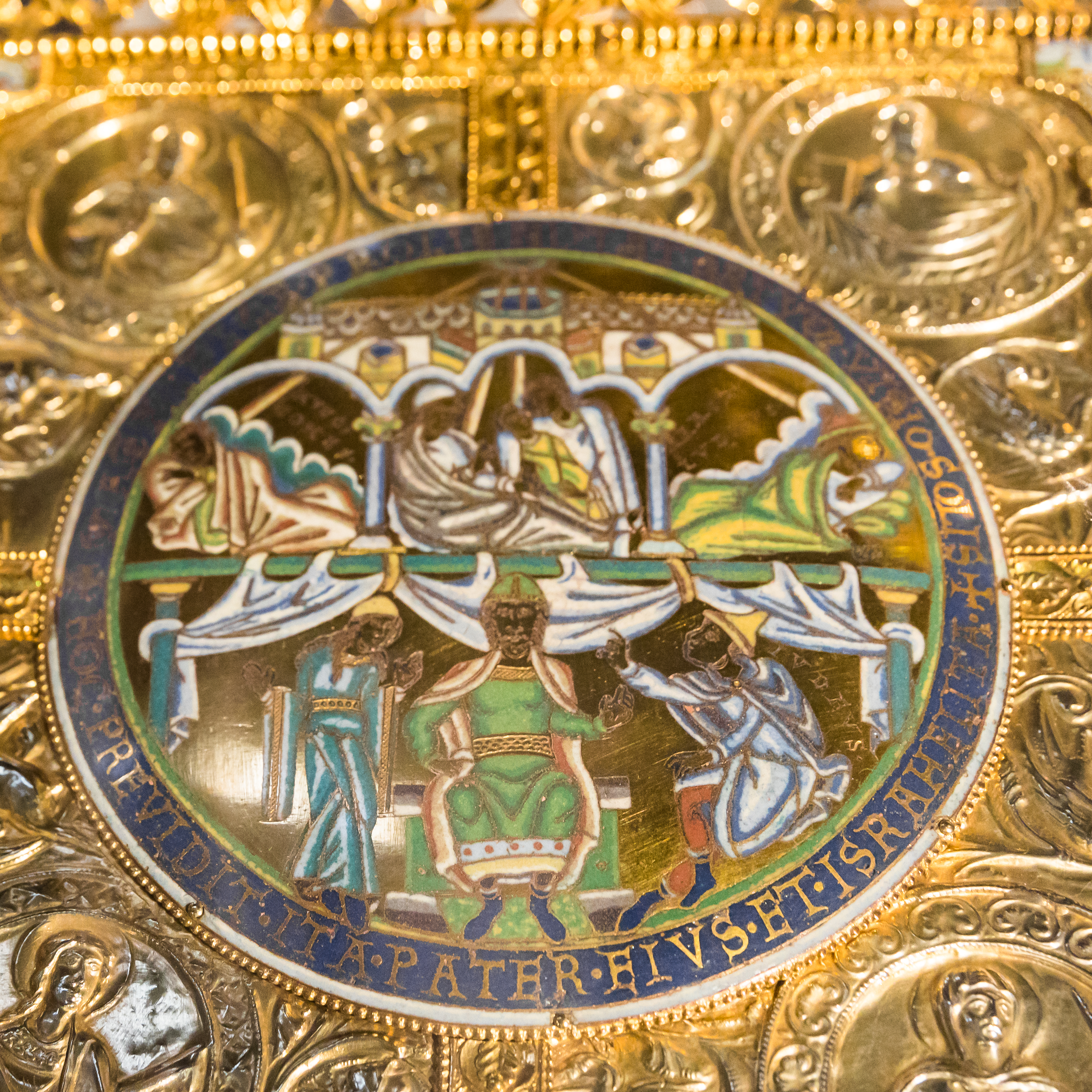
Medaillon Nr. 1
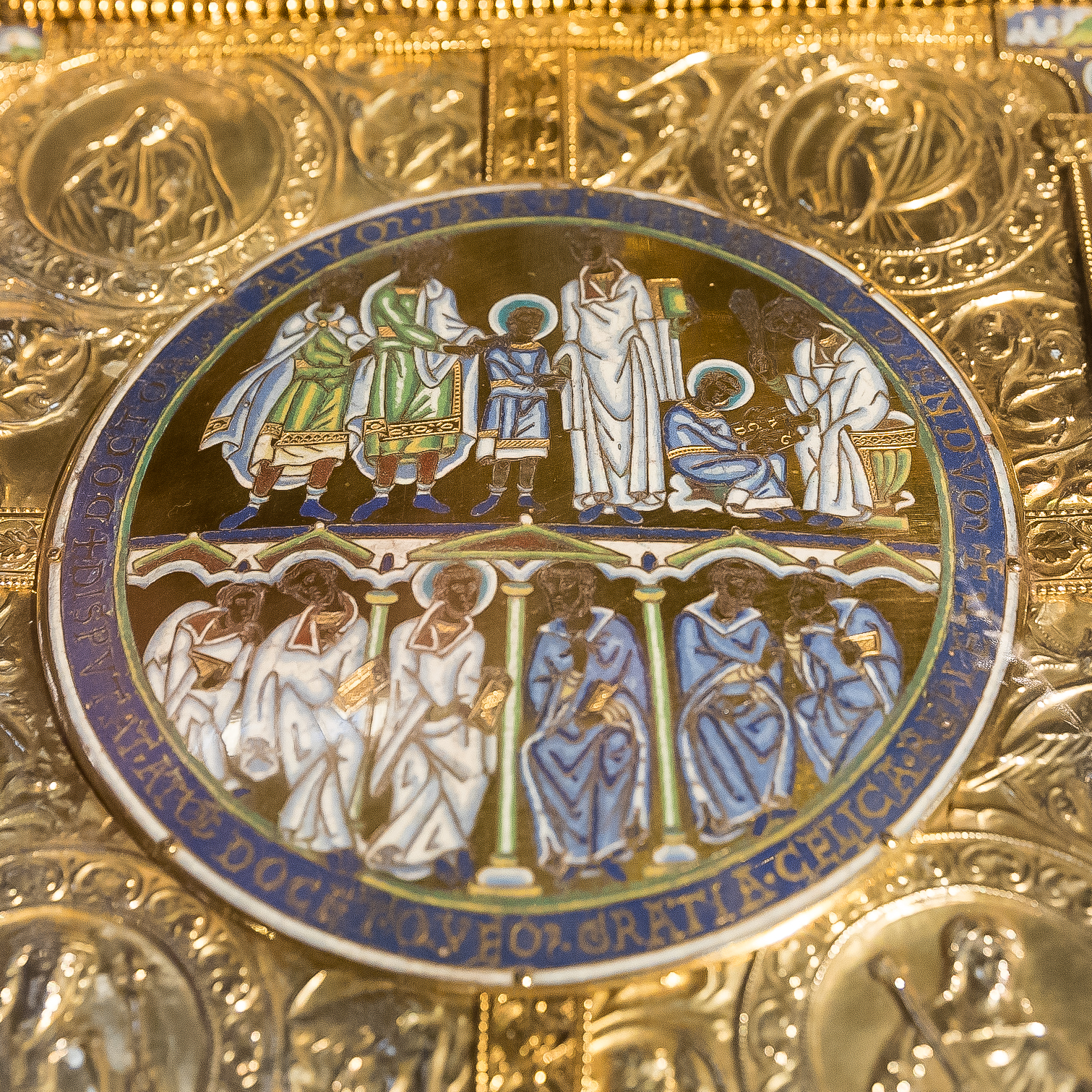
Medaillon Nr. 2
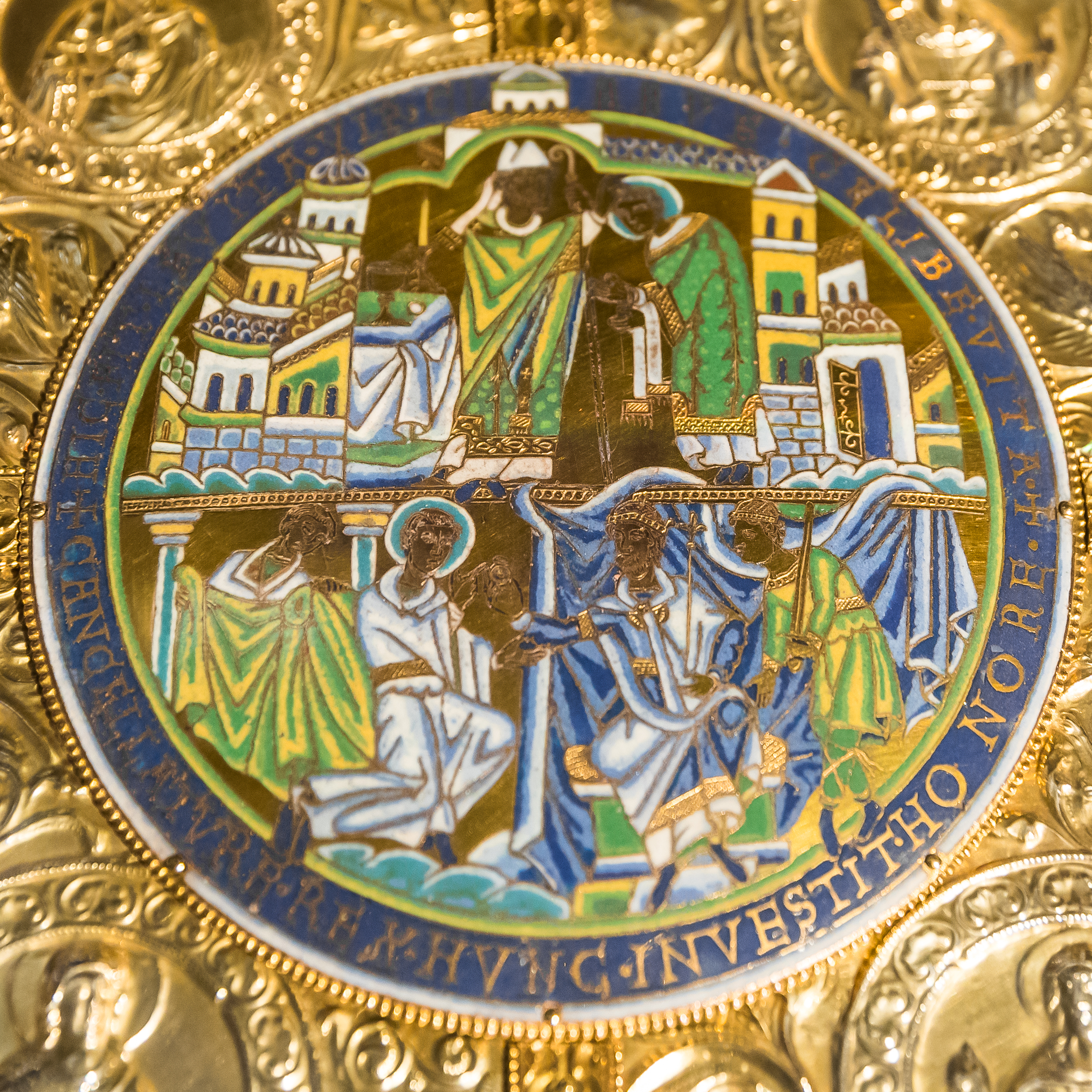
Medaillon Nr. 3
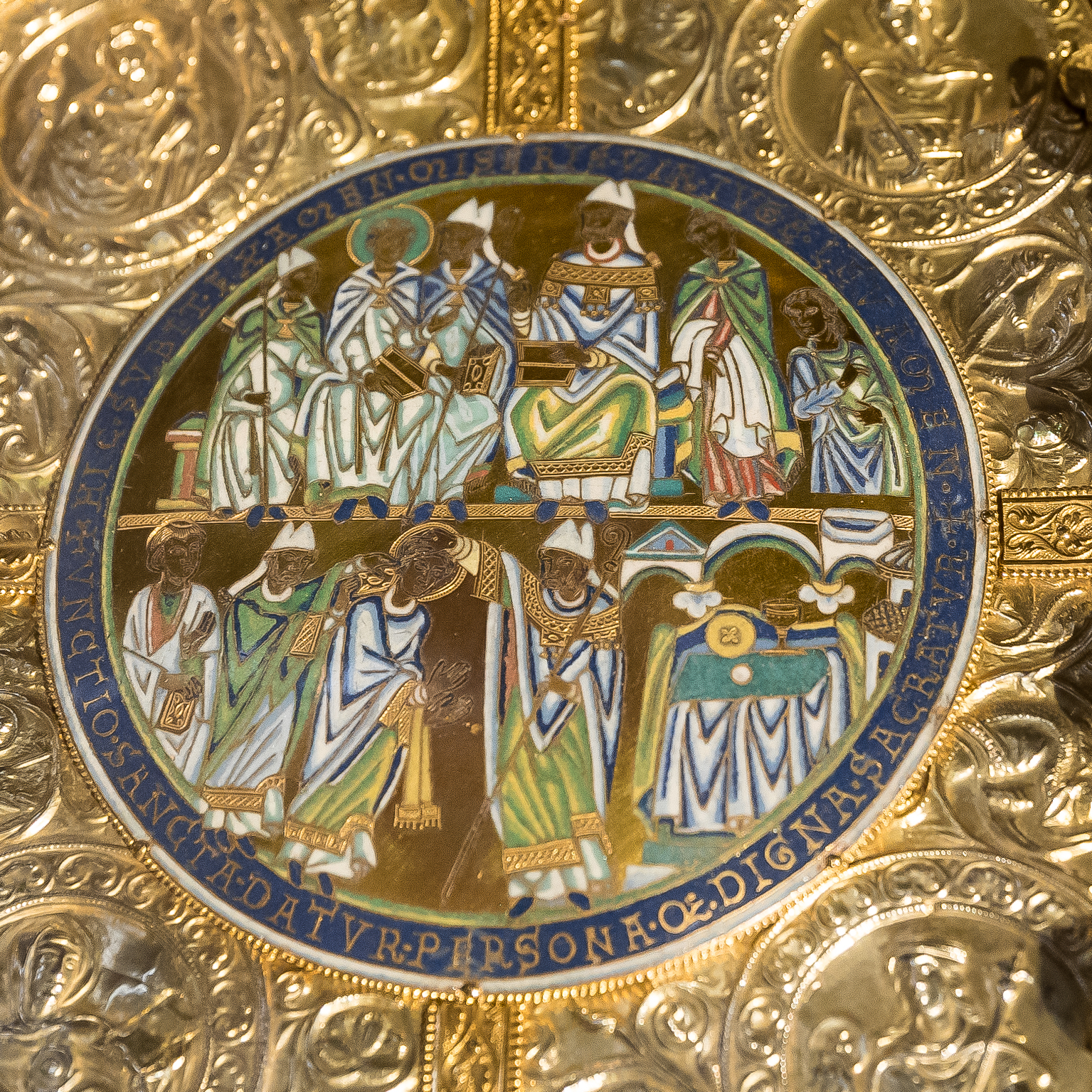
Medaillon Nr. 6
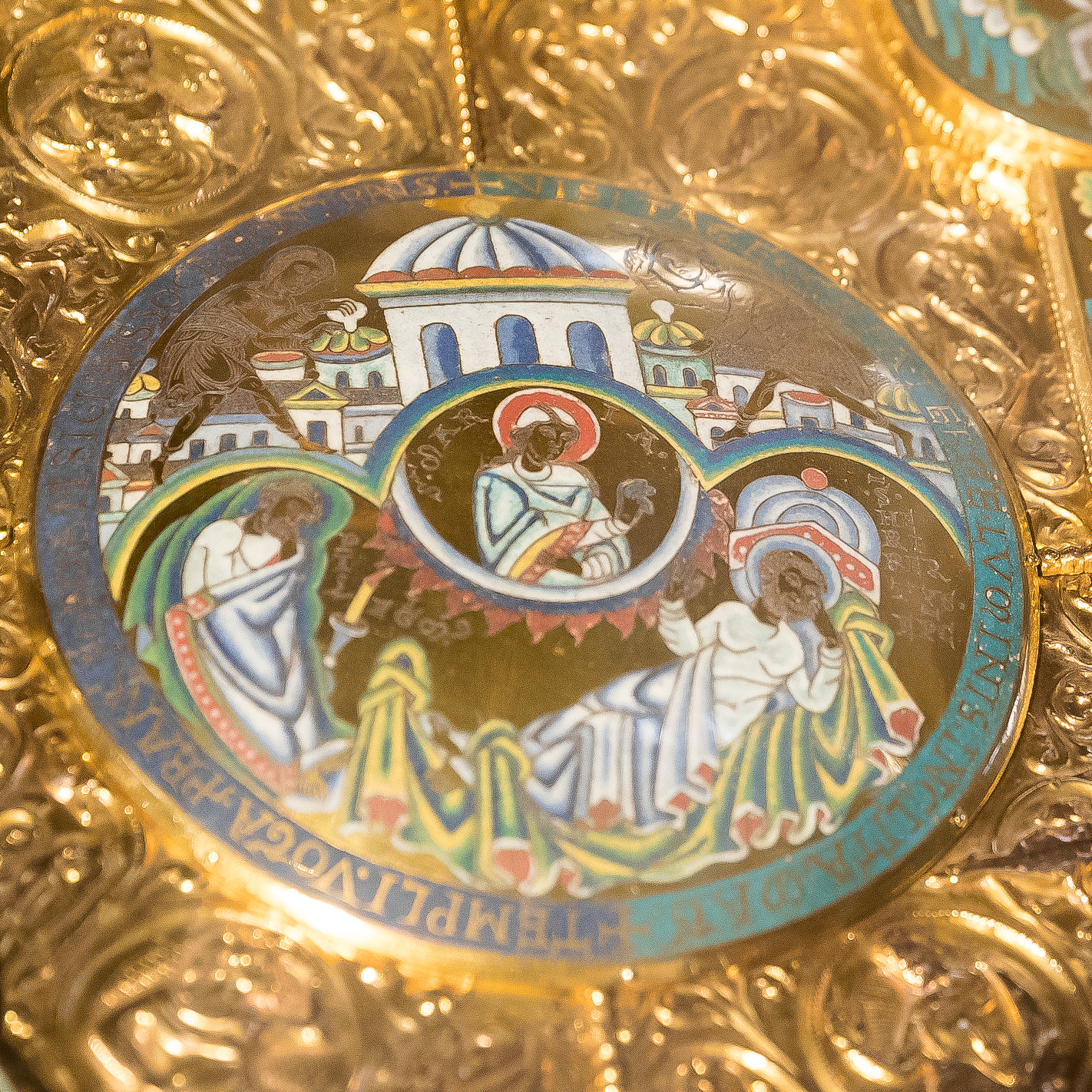
Medaillon Nr. 7
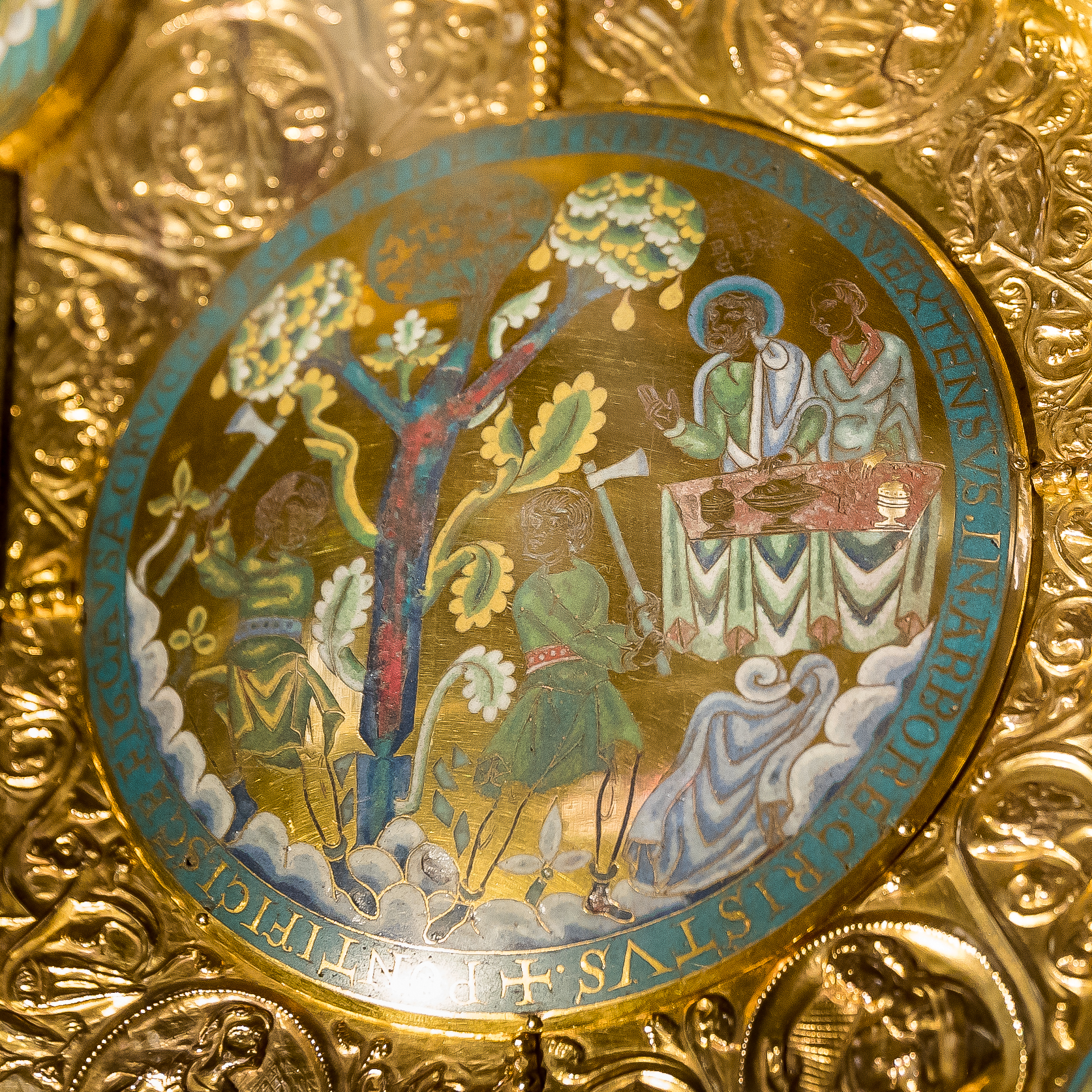
Medaillon Nr. 8
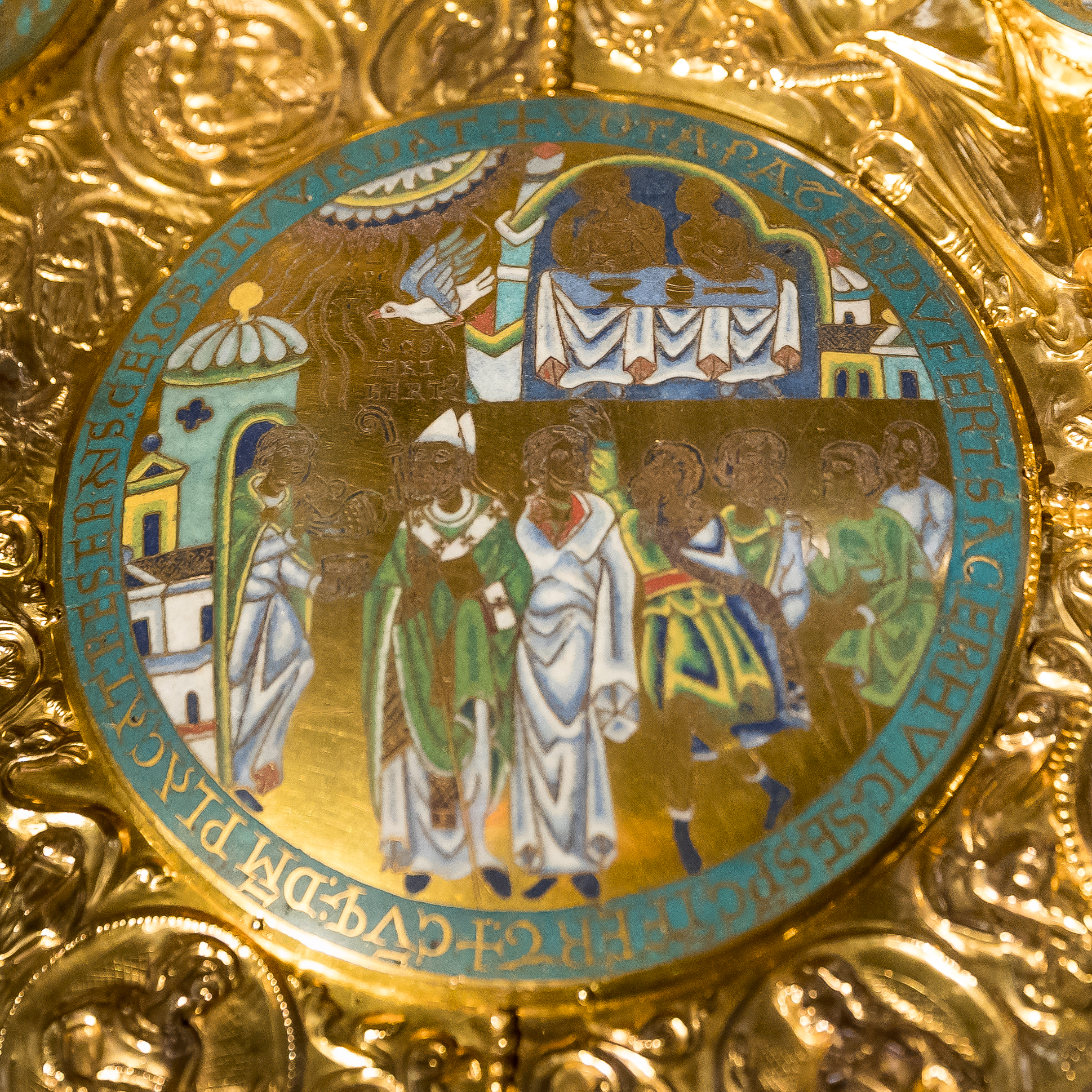
Medaillon Nr. 9
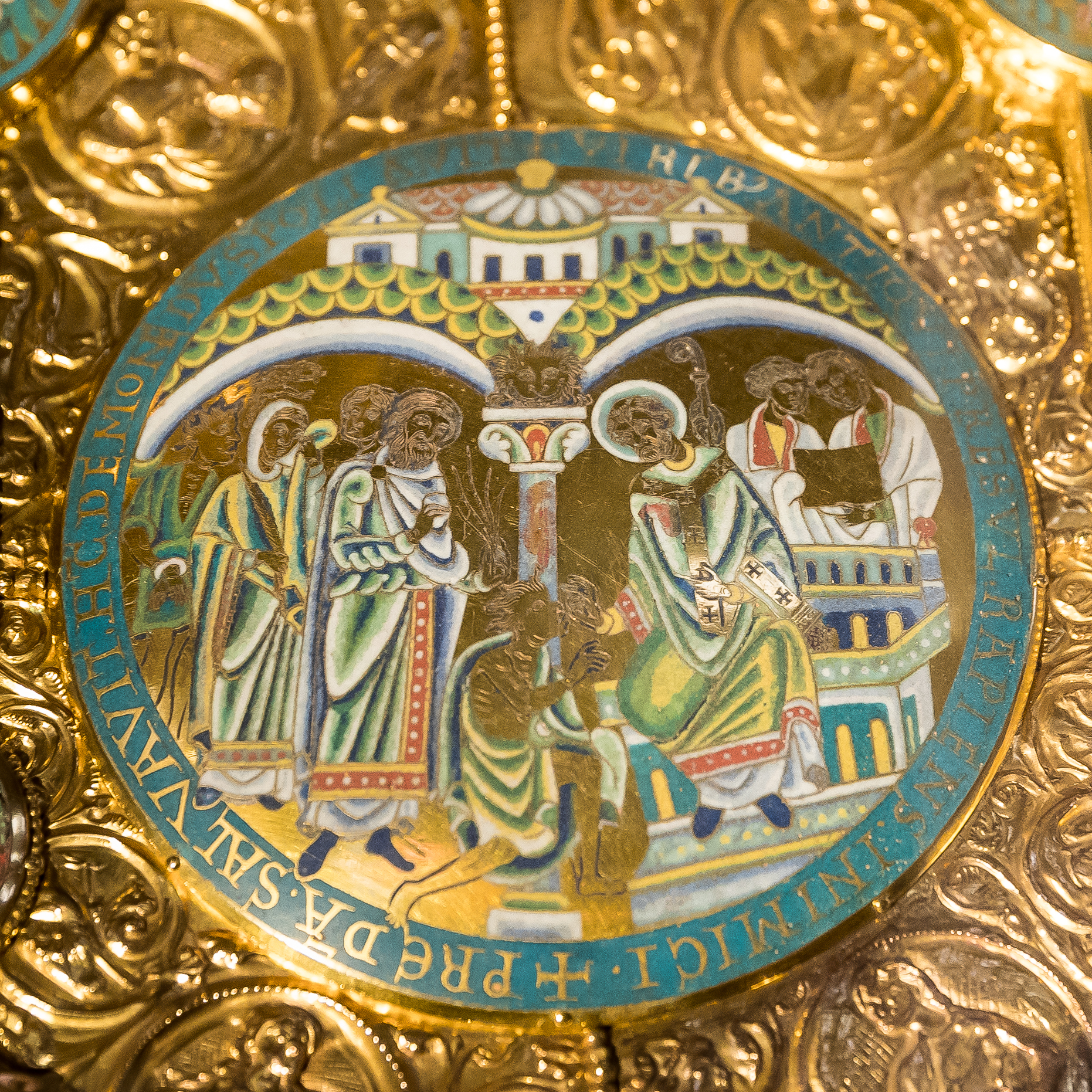
Medaillon Nr. 10
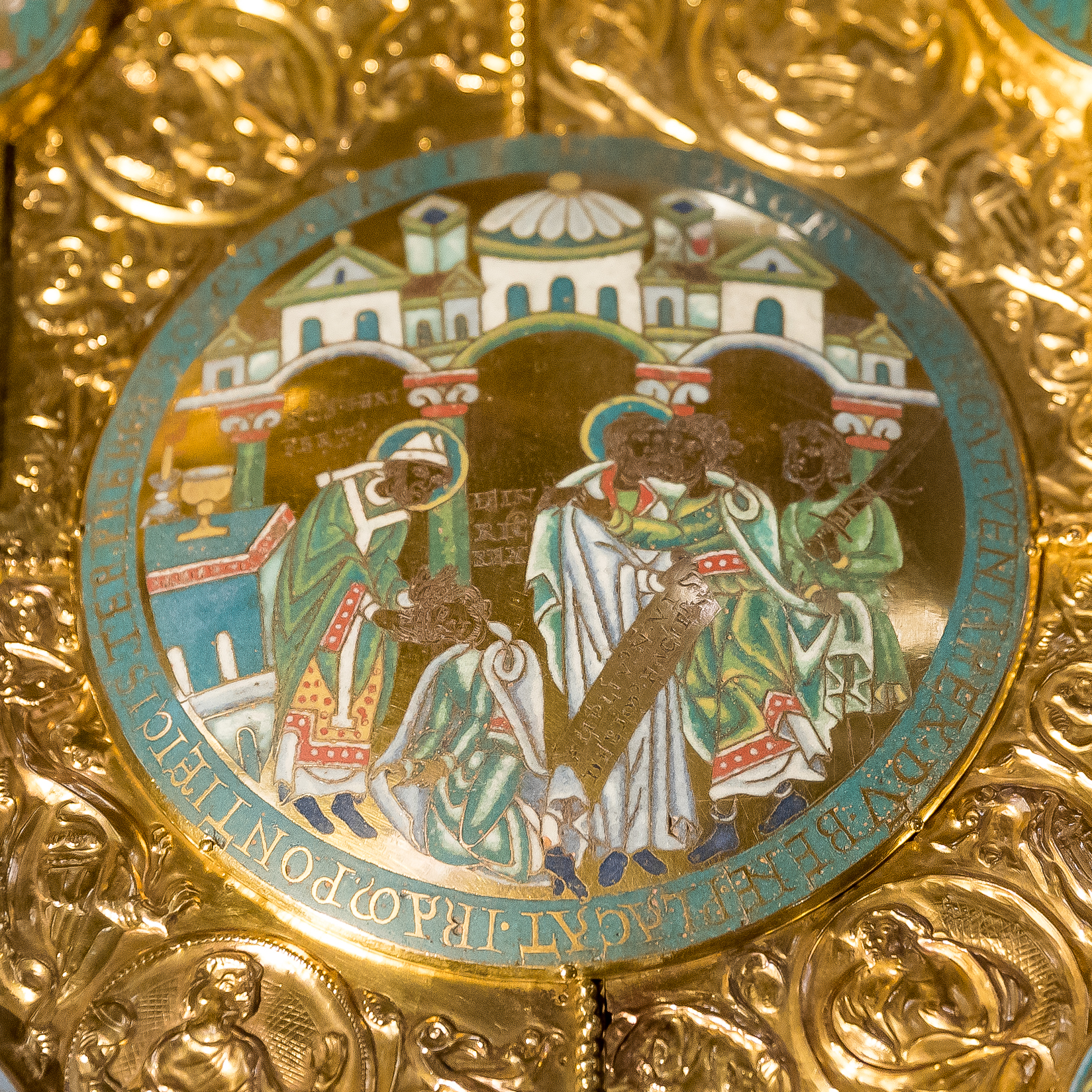
Medaillon Nr. 11
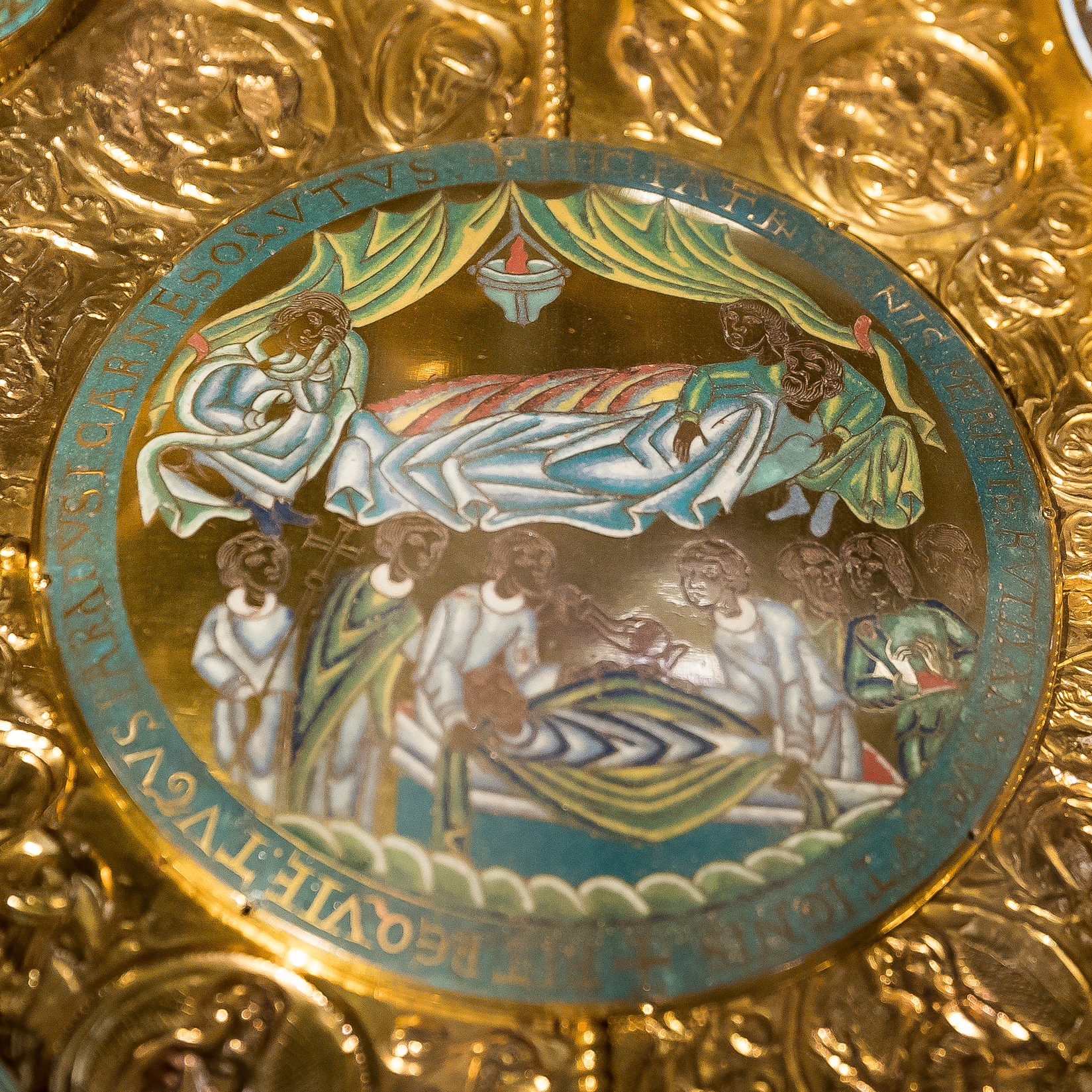
Medaillon Nr. 12

### Einordnung / Bedeutung
Der Aufbau des Schreins weist auf einen älteren Typus der Kastenschreine hin, da die Längsseiten noch keine architektonische Gliederung durch Säulen oder Pilaster aufweist. Die langgestreckte Form des Kastenreliquiars ist für seine Erstehungszeit üblich und verweist stilistisch auf eine Entstehung vor 1170. Die Anordnung der Seitenfelder des Schreins entspricht einer einfachen Reihung im sogenannten niederrheinisch-kölnischen Schema, welches zum ersten Mal in der Mitte des 12. Jahrhunderts am Xantener Viktorschrein verwendet wurde. Der Heribertschrein ist einer der frühesten erhaltenen Großschreine und ein besonderes Zeugnis der frühen rheinischen Goldschmiedekunst des 12. Jahrhunderts. Außerdem ist er einer der ersten Schreine, auf dem Szenen aus dem Leben des Heiligen zu sehen sind.

## Reliquien Heriberts
Die meisten Reliquien Heriberts sind Berührungs-/Sekundärreliquien und in der Schatzkammer St. Heriberts hin und wieder zu besichtigen.

### Schreinstücher
Bei einer 1920 durchgeführten Öffnung des Schreins und der Innenlade wurden mehrere Reliquien und Stoffe, in die die Gebeine gehüllt waren, entnommen.

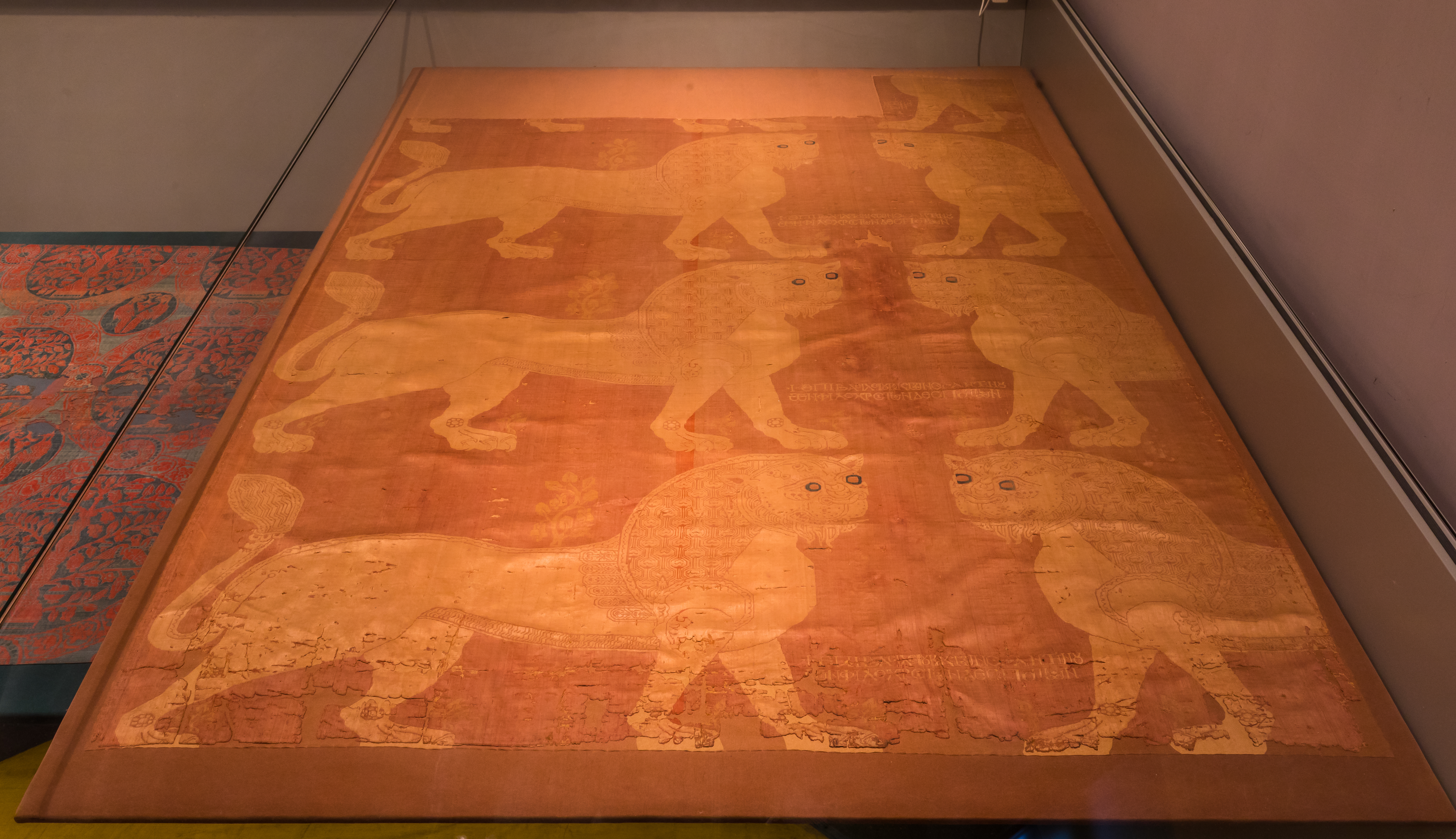
Löwenseide, Byzanz um 1000

Dazu gehört die sogenannte Löwenseide, ein byzantinisches Seidentuch des 10. Jahrhunderts, das sich paarweise gegenüberstehende eingewebte Löwen zeigt. Das Tuch wird zu den besterhaltenen Seidengeweben der Zeit um 1000 gezählt. Durch eine eingewebte griechische Inschrift lässt sich die Entstehungszeit des Stoffes zwischen 976 und 1025 eingrenzen. Besonders auffällig sind die stark betonenden blauen Augenringe. Die Herstellung in den kaiserlichen Manufakturen von Byzanz macht den gut erhaltenen Stoff besonders wertvoll. Eine Verbindung zu Heribert wird über Otto III., dessen Mutter Theophanu war, vermutet.

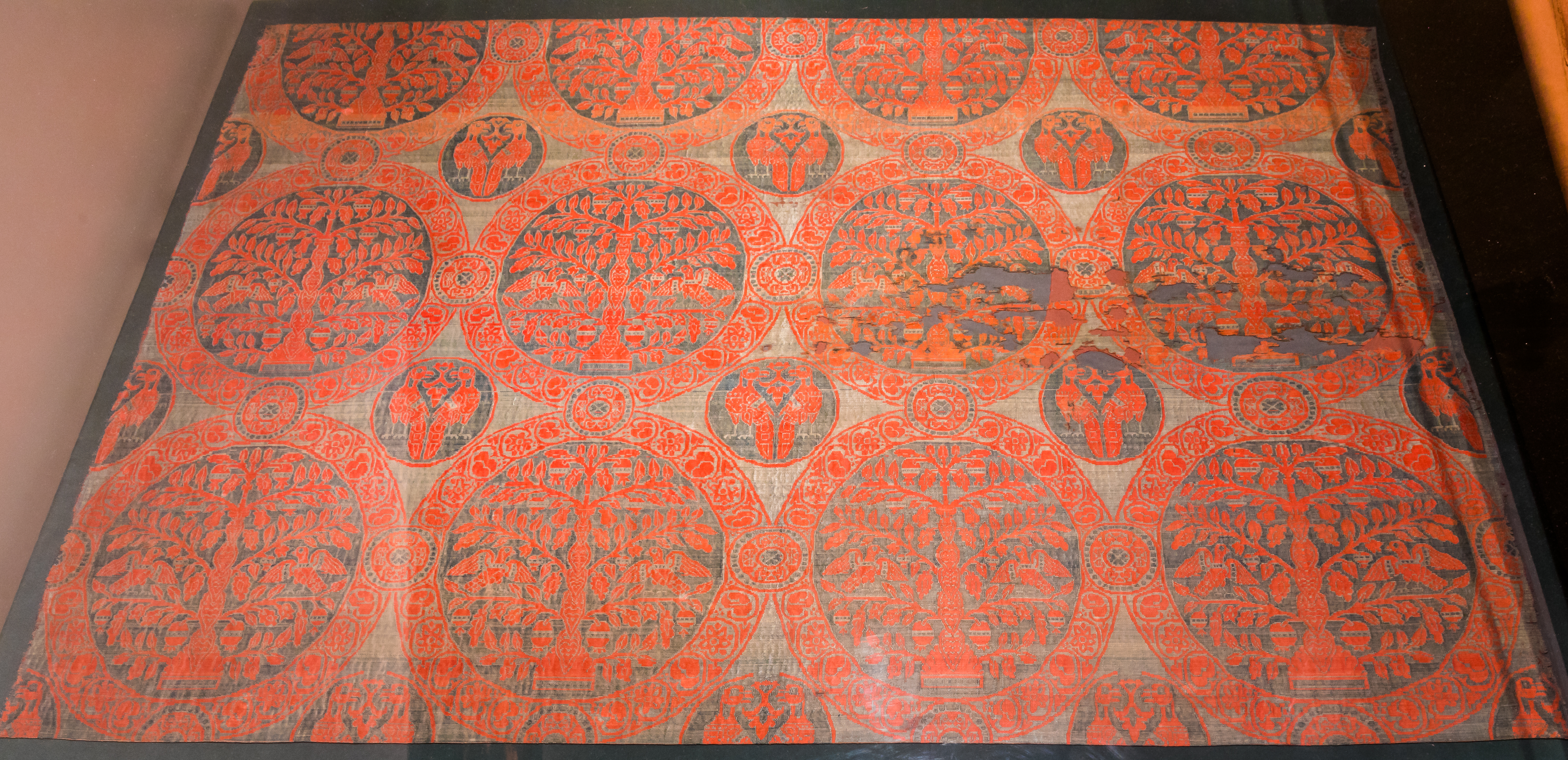
Vogelseide, Byzanz oder Spanien, frühes 11. Jh.

Ebenso wurde das als Vogelseide bezeichnete, aus Spanien stammende Tuch entnommen (1. Hälfte des 12. Jahrhunderts). Es erhielt seinen Namen von kleinen Medaillons, die ein Falkenpaar zeigen und von Vögeln, die in den Paradiesbäumen der großen Medaillons sitzen.

### Kamm des Hl. Heribert

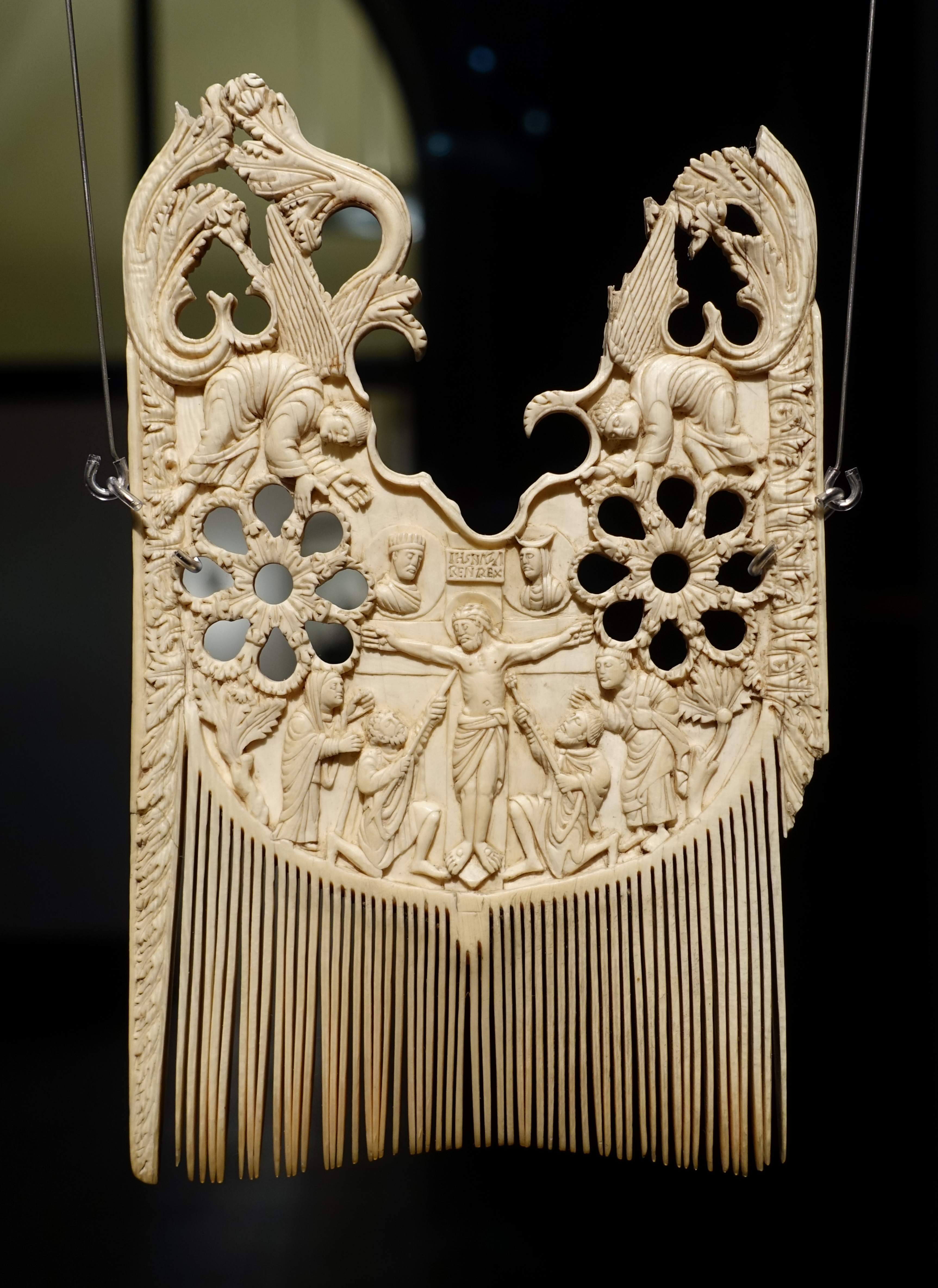
Der Kamm des hl. Heribert

Ein kunstvoll geschnitzter Elfenbeinkamm, bekannt als der „Kamm des Heiligen Heribert“, gilt als eines der schönsten Beispiele seiner Art im gesamten Mittelalter. Er wurde in einer Metzer Werkstatt im 9. Jahrhundert gefertigt und weist orientalische Einflüsse in seinem Design auf. Akanthusblattornamente (Abschlüsse oben und auf der Rückseite der Kreuzigungsdarstellung) verleihen den zarten Relief-Schnitzereien Struktur.
Obwohl es keine mittelalterlichen Quellen gibt, die den Kamm im Besitz des Kölner Erzbischofs Heribert bestätigen, ist dies möglich. Im 17. Jahrhundert erhielt er den Status einer Sekundärreliquie. Er wurde erstmals 1645 von Aegidius Gelenius mit Heribert in Verbindung gebracht und später von Franz Bock identifiziert. Solche kostbaren Kämme waren nicht für den alltäglichen Gebrauch bestimmt, sondern trugen symbolische Bedeutung. Sie verkörperten die Demut vor der eigenen Sündhaftigkeit und die Hoffnung auf Erlösung. Die Anweisung zum Kämmen der Haare als Symbol der Gedankenreinigung kam in der Liturgie nur selten vor. Der Kamm ist im Museum Schnütgen zu sehen.

### Weitere Sekundärreliquien Heriberts
Aufgeführte Sekundärreliquien, die nicht in St. Heribert verwahrt werden, sind mit Sternchen gekennzeichnet.

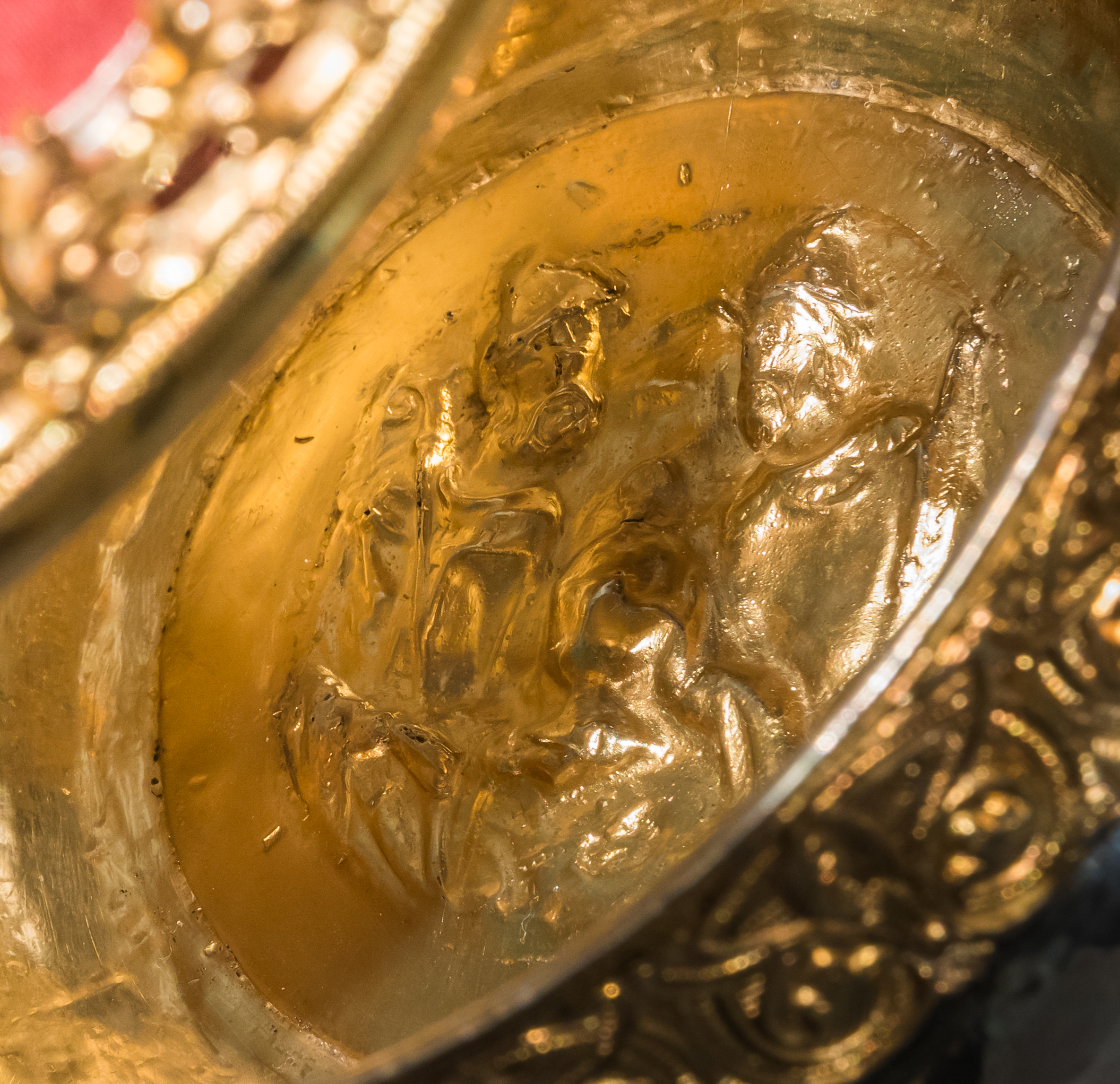
Zwei Figuren am Boden des oberen Pokalteils, rechts Hl. Heribert

- Pokal des Hl. Heribert: Ursprünglich wohl eine komplette Schale aus Kokosnuss (Anfang 11. Jahrhundert) als Trinkschale des Hl. Heribert, heute hölzerne Schale mit Kokosnussfragmenten. Um 1200 in Silber gefasst, Restaurierung 19. Jahrhundert; Silber, teilvergoldet mit Edelsteinen am Deckel. Umgestaltung zum Deckelpokal etwa 1520. Auf dem Deckel erhebt sich eine Art Laube, in der von Beginn an Maria mit Jesuskind, Kaiser Otto III. mit Krone, Schwert und Reichsapfel sowie Heribert mit einem Modell der von ihm gebauten Kirche stehen. Eine nicht identifizierbare weibliche Heilige (Katharina?) wurde im 19. Jahrhundert ergänzt. Die Kuppa des Kelchs ist waagerecht geteilt und der obere Teil lässt sich abklappen, um die Holzschale mit Zwei Figuren am Boden des oberen Pokalteils, rechts Hl. Heribert Kokusnussfragmenten im unteren Teil aufzunehmen und über Schauöffnungen sichtbar zu machen. Diese Öffnungen wurden zu unbekannter Zeit mit Textil hinterlegt. Auf dem Boden des oberen Kuppateils ist ein getriebenes Rundbild mit der Darstellung der Übergabe eines Deckelpokals an den Hl. Heribert zu sehen.[15] Die zweite Person könnte der Stifter sein.
- Stab des Hl. Heribert: frühes 11. Jahrhundert; Länge ca. 132 cm; Holz mit Silberbeschlag; Griff aus Walrosszahn in T-Form geschnitzt, mittig jeweils mit Kreuzigung und Christus Pantokrator; spätere Ergänzung mit Elfenbein
- Kasel: ungemusterte gelbe Seide (gefüttert), Byzanz um 1000 (ältestes in Köln erhaltenes Exemplar). Bis auf einen kurzen Streifen vorne aus einer einzigen Stoffbahn genäht.
- Pallium*: weiße Wolle um 1000
- Kelch mit Patene*: um 1230, Höhe ca. 19 cm, Durchmesser der Kuppa 14,5 cm, des Fußes 15,5 cm, Silber, teilweise vergoldet. Patene (zum Abdecken), Durchmesser 18,5 cm
- Petrusstab*: Elfenbeinbekrönung und Holz vermutlich 4. Jahrhundert; Länge ca. 143 cm; vergoldete Herzblattmanschette: zweite Hälfte 8. Jahrhundert, restliche Manschettenteile sind spätere Ergänzungen
- Primärreliquie im Schaugefäß mit Strahlenkranz (Ursprünge des Schaugefäßes: spätgotisch mit mehreren Veränderungen/Ergänzungen). Die Primärreliquie (Knochen) wurde 1920 bei der Öffnung der Innenlade entnommen, in roten Stoff gewickelt, und dann versiegelt. Mindestens eine weitere Primärreliquie wurde entnommen und 1921 vom Kölner Erzbischof Karl Joseph Schulte an die Kirche St. Heribert in Kreuzau übermittelt.[16]

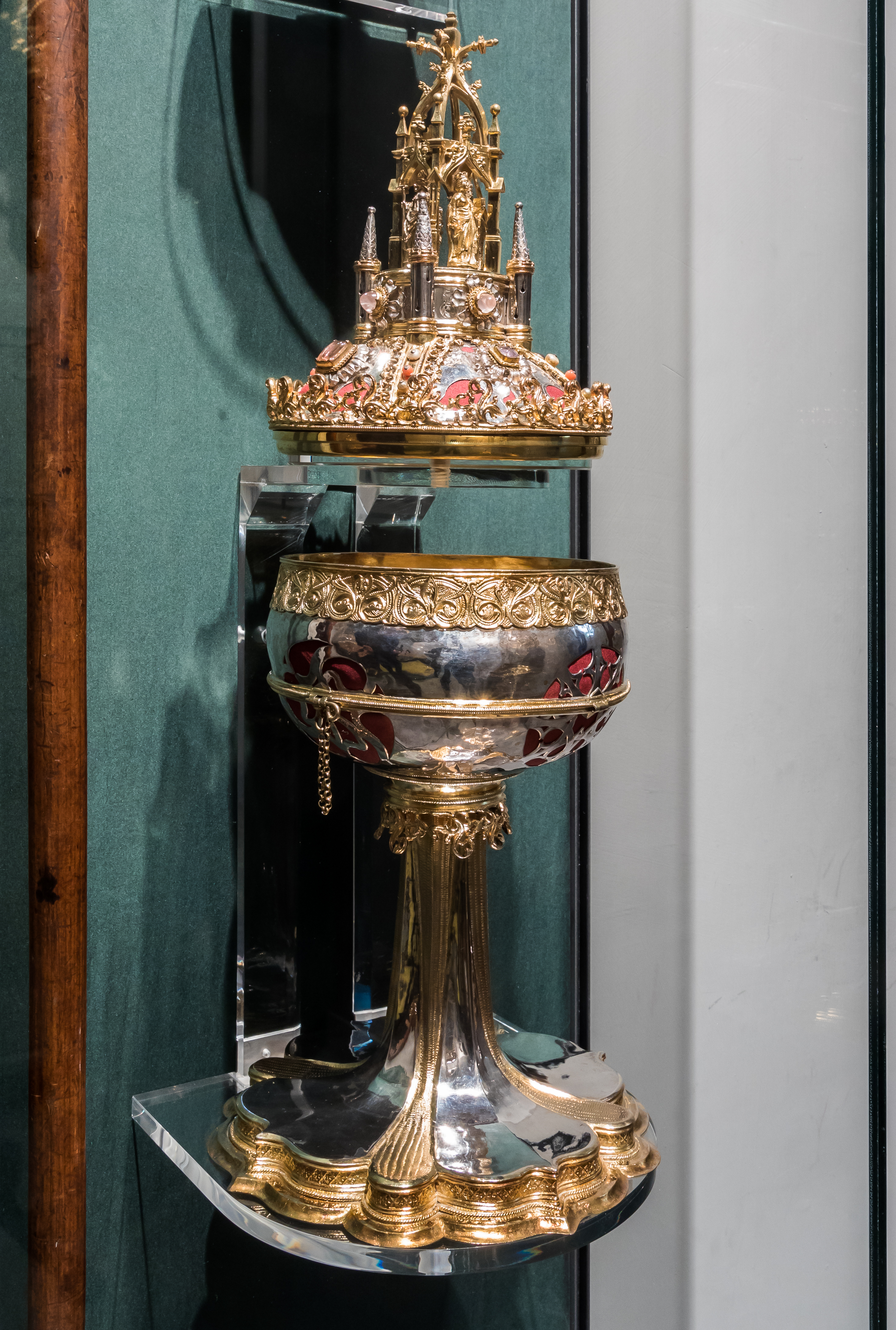
Pokal des Hl. Heribert
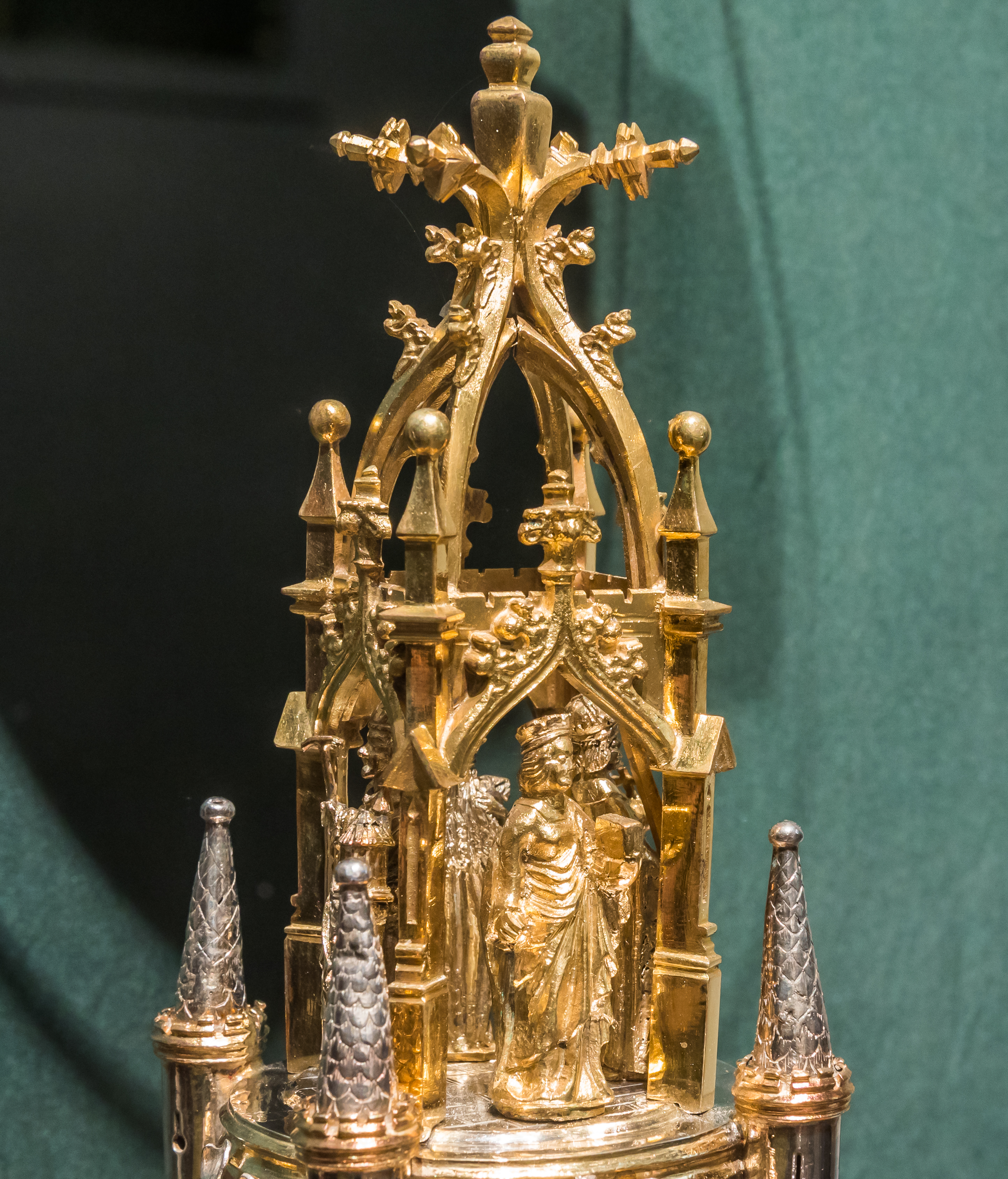
Detail: Pokaldeckel
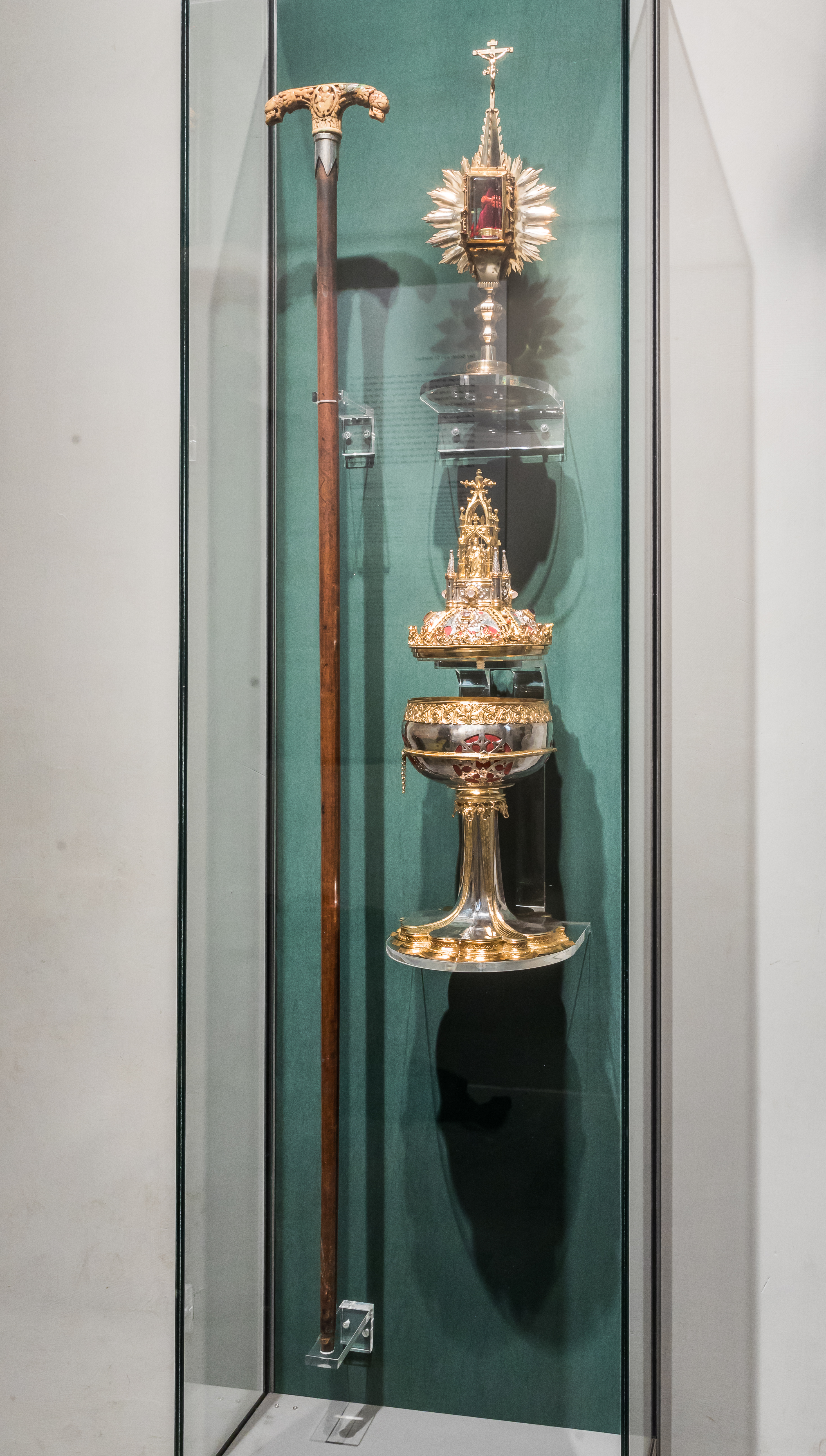
Vitrine mit Stab, Pokal und Primärreliquie im Strahlenkranz
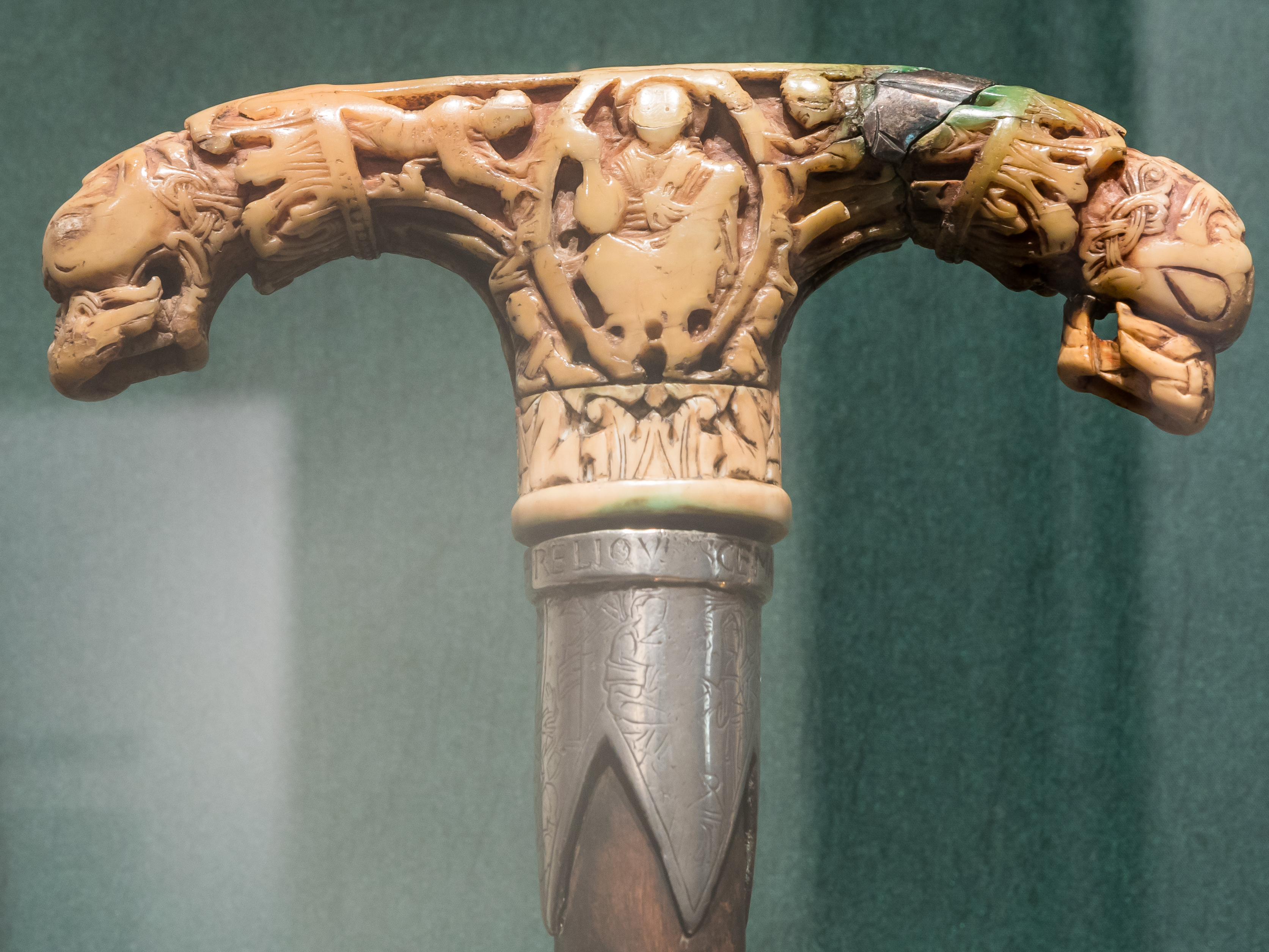
Detail: Knauf am Stab des Hl. Heribert
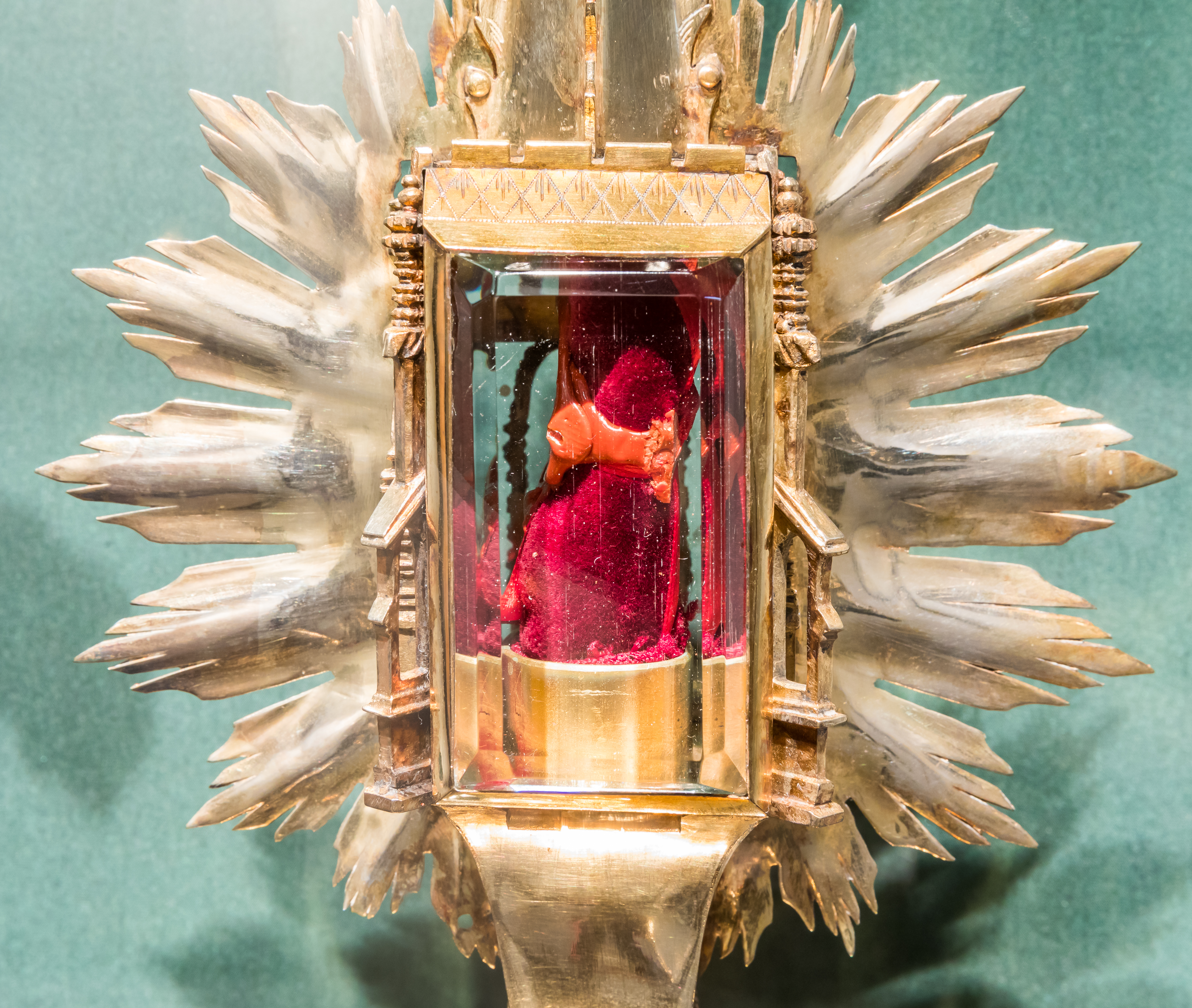
Primärreliquie im Strahlenkranz
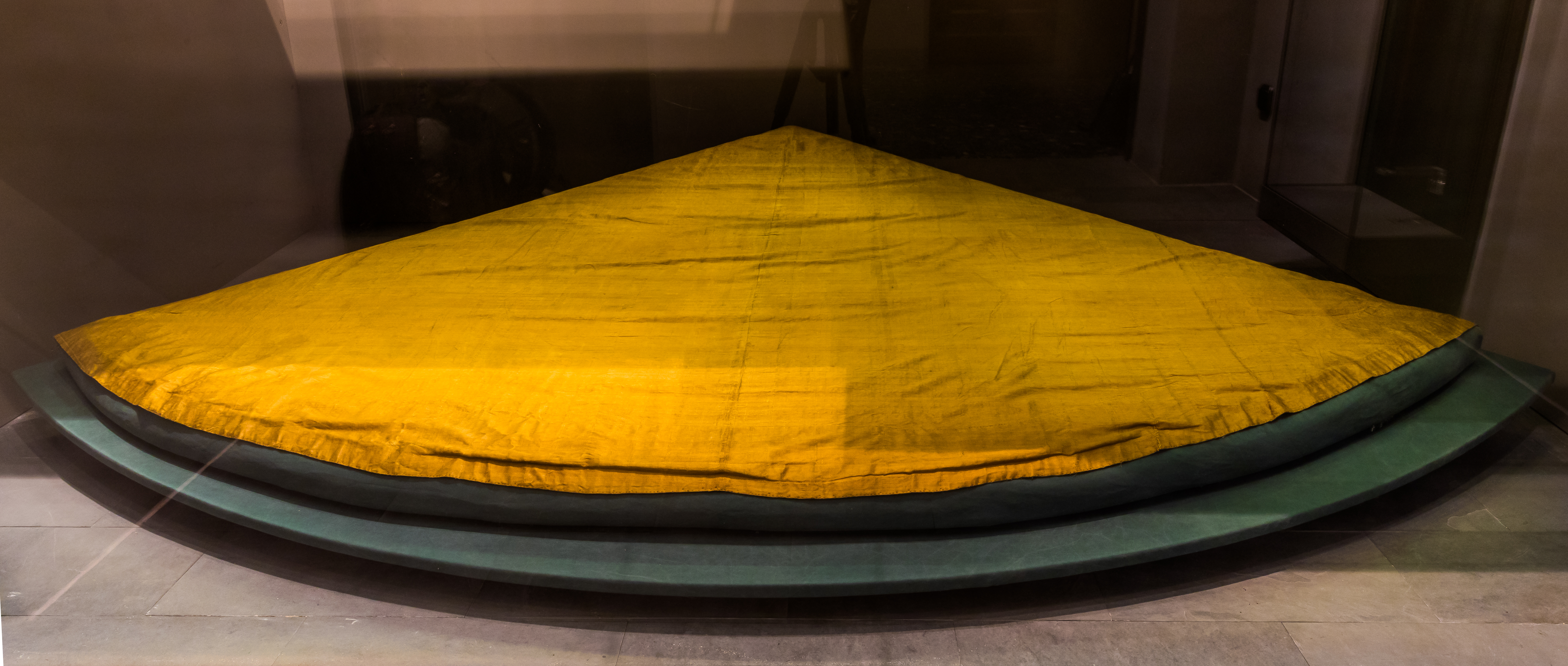
Kasel des Hl. Heribert

## Restaurierungs- und Verlustgeschichte

### Restaurierung 1858–1860

#### Restaurierungsarbeit in Zeiten des Historismus
Die erste Restaurierung fand nach beinahe 700 Jahren statt. Das 19. Jahrhundert wird in der (Bau-)Kunst als das Zeitalter des Historismus bezeichnet. In Deutschland wurde das Interesse für alte Zeiten durch die Idee der Vollendung des gotischen Doms in Köln beflügelt, für die sich besonders Sulpiz Boisserée einsetzte, nachdem er den alten Fassadenriss aus dem Jahr 1370 gefunden hatte. Zunächst bezog sich die Wiederbelebung alter Stilepochen auf die Architektur und den gotischen Stil hielt man für einen genuin deutschen Baustil.
In der Folge ging das Interesse an den alten Stilen auch auf die Kunst und das Kunstgewerbe über. So wurden Schmuck, liturgische Gerätschaften und Ornamente für Messgewänder wieder mit oder nach gotischen Motiven hergestellt. Diese „Reform der Künste“ wurde im Rheinland wesentlich durch Franz Bock geprägt, der von 1854 bis 1875 Konservator des neu gegründeten Diözesanmuseums Köln war. Die erste Ausstellung des neuen Museums zeigte u. a. den Heribertschrein, den Franz Bock in einem zweiteiligen Artikel in der Zeitschrift „Organ für Christliche Kunst“ ausführlich beschrieb. Für die Herstellung liturgischer Geräte – wie für die Restaurierung alter Objekte – herrschte die Meinung vor, dass eine gute „neumittelalterliche“ Ausführung genauso wertvoll wie das Original sei.

#### Restaurierungsbeschluss
Nach Martin Seidler fasste der Christliche Kunstverein in einer Vorstandssitzung 1857 den Beschluss zur Restaurierung und ernannte eine Kommission, die die handwerkliche Ausführung der Restaurierung überwachen sollte. Neben Franz Bock als Konservator gehörten ihr Vinzenz Statz, Johann Anton Ramboux und Friedrich Baudri an. Mit der Restaurierung beauftragte man den niederrheinischen Goldschmied Franz Xaver Hellner, der für die umfangreichen Arbeiten fast 3 Jahre brauchte. Birgitta Falk berichtet in ihrer Monografie über Hellner, dass er bereits vor dem Auftrag Kontakte zu Vinzenz Statz und Franz Bock hatte.

#### Franz Xaver Hellners Restaurierung
Am Heribertschrein erneuerte Franz Xaver Hellner schadhafte Teile und ergänzte fehlende Teile. Einige Apostelfiguren, große Teile der getriebenen, vergoldeten Dachflächen und Teile des Steinbesatzes wurden erneuert, z. T. sogar verändert, wie Abbildungen belegen. Folgende Veränderungen ließen sich in der Restaurierung 1988–1993 genauer lokalisieren:

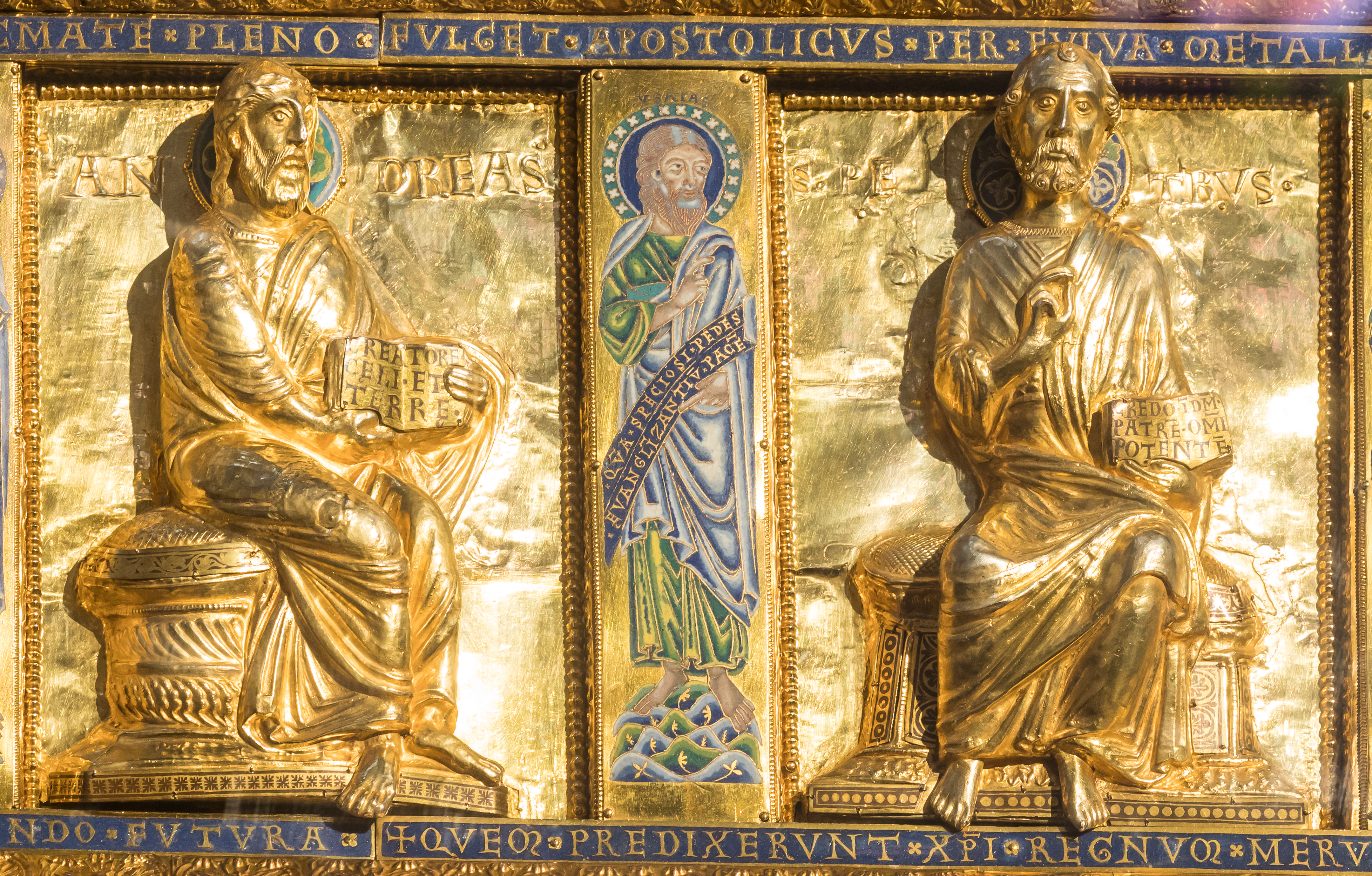
Heribertschrein, die Apostel Andreas und Petrus (nicht mehr zugewandt)

Petrusseite (linke Langseite): hier waren die Figuren der Apostel Petrus und Andreas am stärksten beschädigt. Bei der Petrusfigur musste die Schulterpartie mit dem Kopf komplett erneuert werden. Da die Apostel immer einander zugewandte Paare bilden (siehe Bilder weiter oben) Petrus aber streng geradeaus ausgerichtet ist, ist davon auszugehen, dass Kopf und Schulterpartie nach der Restaurierung nicht mehr der ursprünglichen Form entsprechen. Die Dachfläche dieser Seite war besonders von Schäden betroffen. Die Schäden betrafen die getriebenen Beschläge rund um die Medaillons, nicht die Medaillons mit der Darstellung des Lebens von St. Heribert selbst. Hellner hat 18 von 24 Beschlägen ausgetauscht.
Paulusseite (rechte Langseite): Hier hat Hellner die Köpfe und Schulterpartien der Apostel Matthäus, Phillipus und Paulus erneuert. Auch diese drei Figuren blicken Betrachtende heute frontal an, anstatt einander zugewandt zu sein. Am Dach musste nur ein Beschlag erneuert werden.
Heribertseite: Mitra, Bischofsstab und Teile des Gewands Heriberts wurden komplett neu geschaffen. Neben weiteren kleineren Ersetzungen wurde der komplette Sockelbereich unterhalb der Beschriftung von Hellner erneuert.
Marienseite: Wegen der vielfältigen und sinnentstellenden Änderungen an dieser Seite siehe den separaten Abschnitt unten.
Im April 1860 stellte Hellner den restaurierten Schrein für kurze Zeit in Kempen aus. Einige der schadhaften Teile des Schreins sind heute in verschiedenen Museen zu finden oder sind in aufwendigen Buchdeckeln weiter verarbeitet worden.

#### Die Marienseite vor und nach der Restaurierung 1858

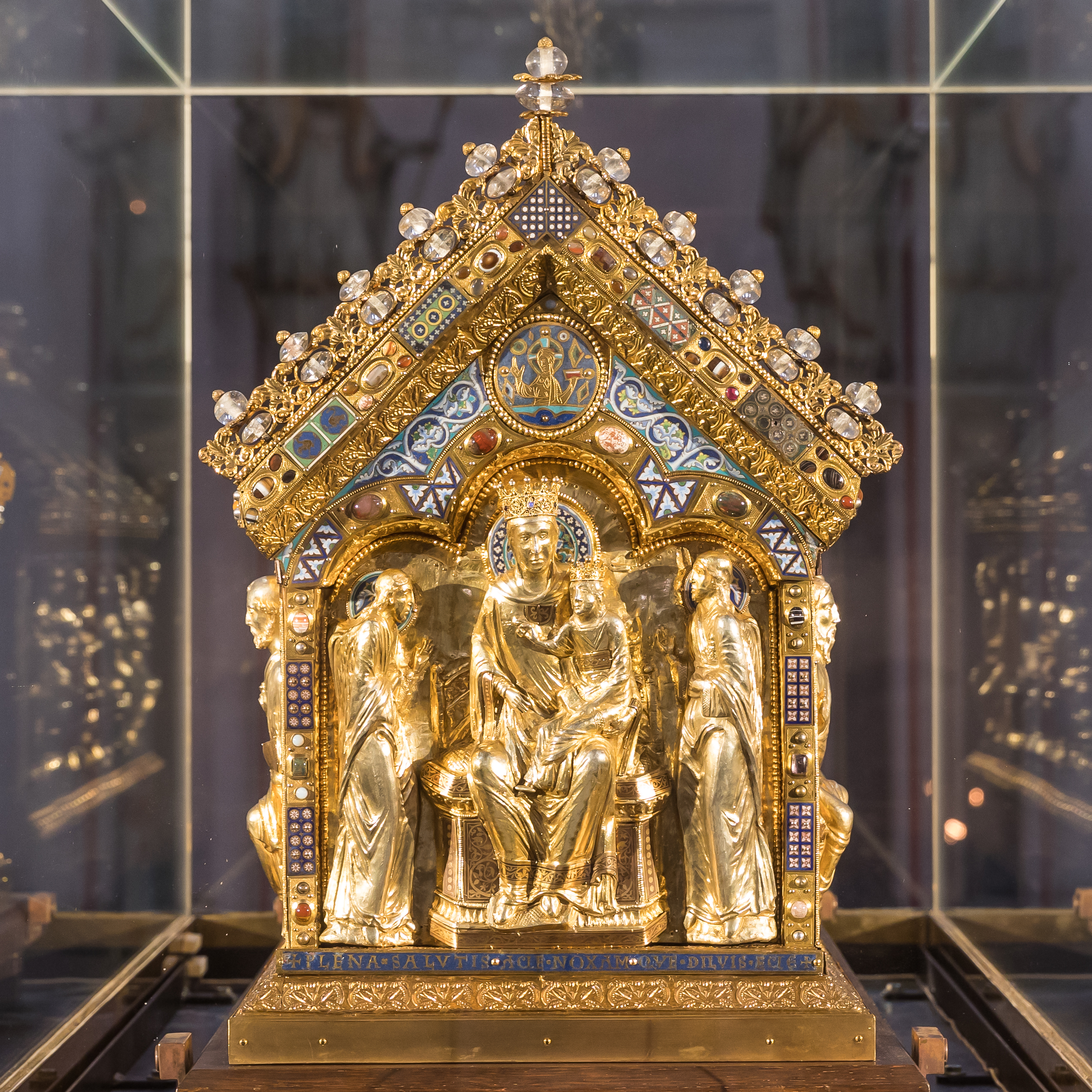
Heribertschrein, Marienseite

Die Marienseite des Schreins ist die Hauptschauseite des Schreins. Es ist die Stirnseite, die dem Altar am nächsten ist und die ein Besucher zuerst sieht. Warum der Heribertschrein eine Marienseite als Hauptseite hat, lässt sich damit erklären, dass die ursprüngliche, von Heribert erbaute Abteikirche in Deutz unter den Patrozinien von Christus Salvator und Maria Genitrix stand. Die Kirche beherbergte den Sarkophag des schon bald nach seinem Tod verehrten Heiligen Heribert. Die beiden Stirnseiten des Schreins zeigen also die Patronin der Abtei und den neuen Heiligen, dessen Gebeine der Schrein beherbergt. Außerdem gibt es eine zweite Verbindung zwischen Maria und dem Hl. Heribert: sie zeigt ihm im Traum die Stelle, an der die neue Kirche zu bauen sei (siehe Abschnitt „Bildprogramm“).

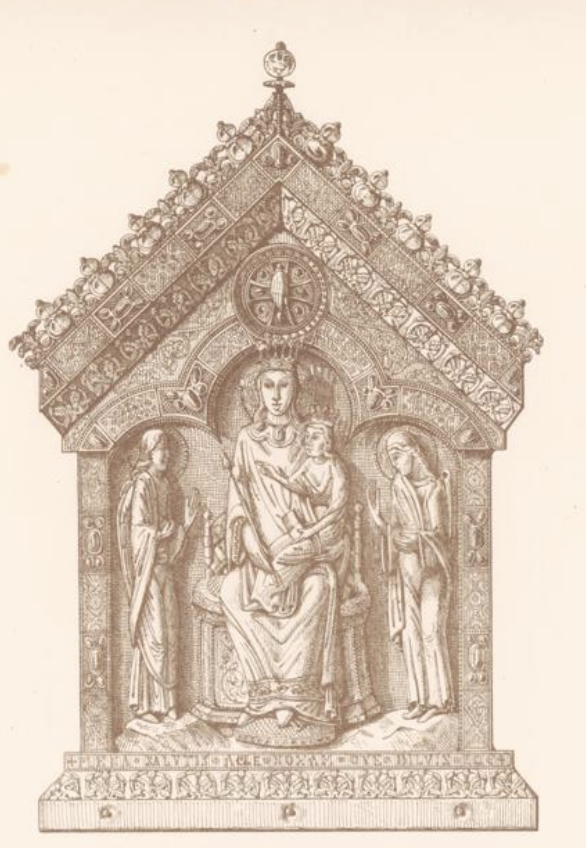
E. aus'm Weerth, Heribertschrein Deutz, Marienseite vor 1858

Die Veränderungen durch den Restaurator Hellner lassen sich anhand eines Stiches von Ernst aus’m Weerth und einem Foto des heutigen Zustands nachvollziehen. Die Figuren werden von einer dreibogigen Architektur umschlossen. Dieser gesamte Rahmen sowie der Sockel unterhalb der Beschriftung wurden bei der Restaurierung erneuert und z. T. verändert. Dabei sind einige Fünfpassfelder mit Edelsteinen entfernt worden. Unklar ist, ob der gesamte Rahmen schon in der Entstehungszeit des Schreins überwiegend in Email ausgeführt war oder ob erst Hellner diesen heute sichtbaren Zustand herstellte.
Der Stich von Ernst von aus’m Weerth zeigt Maria mit Zepter und geradeaus blickend. Jesus Christus aufrecht auf ihrem Schoß sitzend zeigt entweder auf das Zepter seiner Mutter oder hebt segnend die Hand. Das ist im Stich nicht deutlich genug erkennbar. Die Hand Marias, die das Zepter hielt, hat Hellner in Haltung und Proportion verändert und das Zepter ganz entfernt. Die Kronen von Jesus und Maria sowie der untere Teil des Throns wurden erneuert. Die begleitenden Engel wurden von der Schulter abwärts komplett mit Hintergrund neu gestaltet. Das Medaillon über dem Kopf der Hl. Maria zeigt im Stich aus’m Weerths die Hand Gottes vor einem Kreuznimbus. Hellner ersetzte das getriebene und gravierte Medaillon durch eine mittelalterliche Emailplatte, die Christus Pantokrator zeigt.

#### Verlustgeschichte

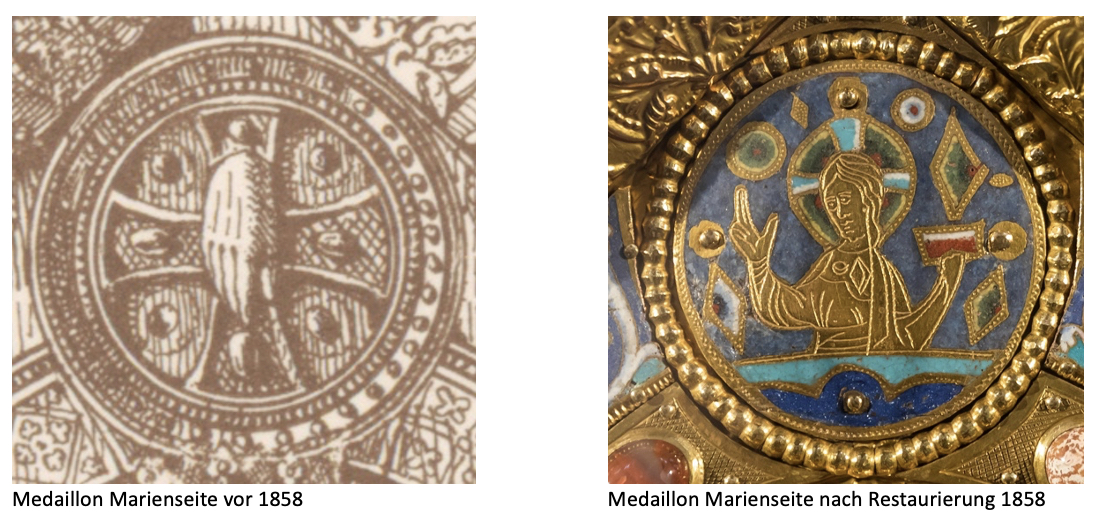
Heribertschrein Köln Marienseite, Vergleich Medaillons

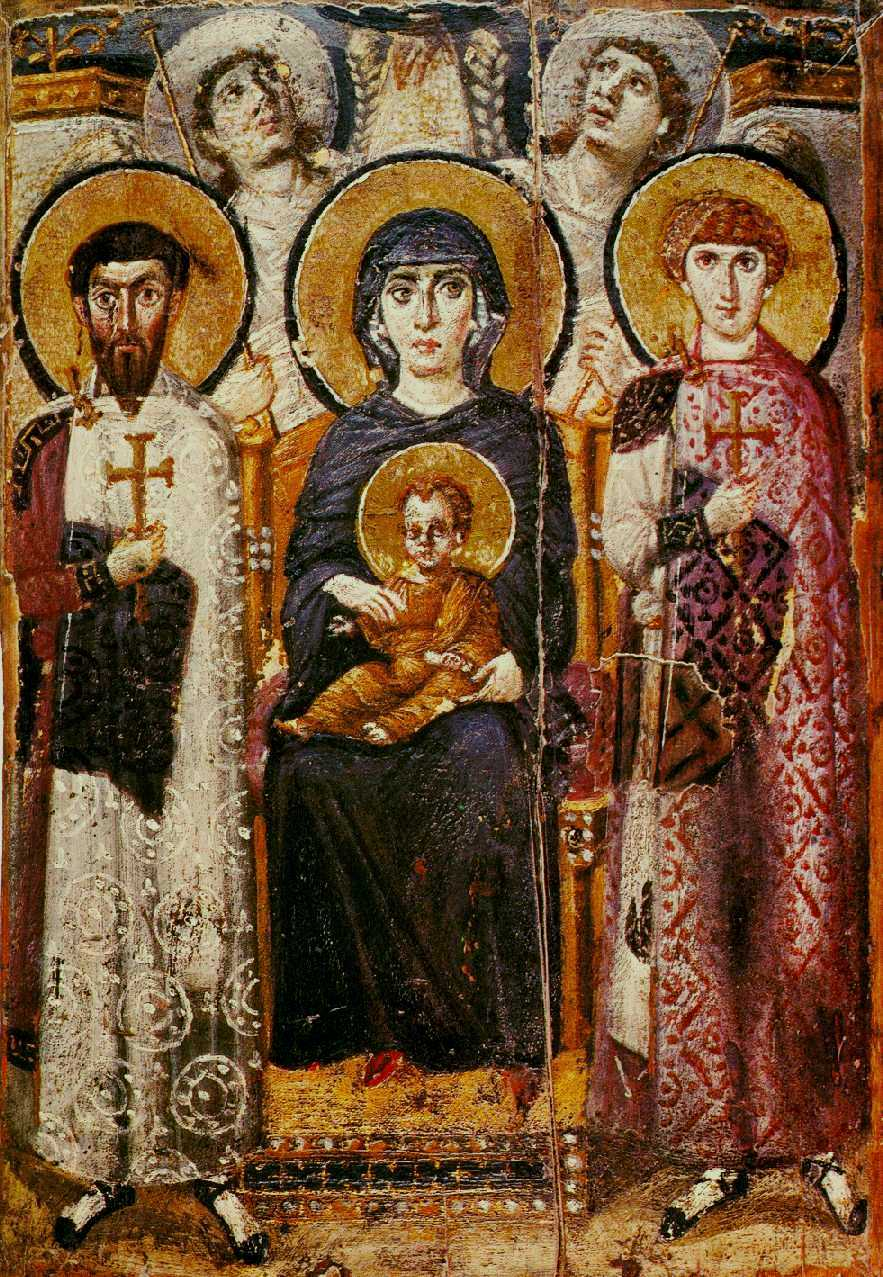
Maria mit Kind und Hand Gottes zwischen den Engeln; Katharinenkloster Sinai, 6. Jh. (vorne Hll. Georg und Theodor)

Der Name der Patronin der alten Abteikirche ist als Maria Genitrix lateinischen Ursprungs und bedeutet Gottesgebärerin. Im griechischen heißt die Gottesgebärerin Theotokos und führt in die Anfänge des Christentums. Im Jahr 431 wurde auf dem Konzil von Ephesos Maria als Gottesgebärerin anerkannt. Dies führte zu ersten figürlichen Darstellungen von Maria mit Kind (oft in der Apsis von Kirchen). Darüber war eine Hand – Gott verkörpernd – zu sehen, als Zeichen dafür, dass er Maria auserwählt habe und sie natürlich mit dem Kind unter seinem Schutz stehen. Beispielhaft zeigt dies ein Bild aus dem Katharinenkloster in Sinai.
Insofern haben die Auftraggeber des Schreins bzw. der Goldschmied im frühen 12. Jahrhundert für die Marienseite auf das älteste tradierte Bildmotiv des Christentums für Maria Genitrix zurückgegriffen. Diese Form der Darstellung schien im 19. Jahrhundert aber weder den Kirchenvertretern noch dem Restaurator bekannt gewesen zu sein. So konnte es zu dem unbeanstandeten Austausch des Medaillons kommen und statt der Hand Gottes wurde ein Bild des Pantokrators eingesetzt.
Durch diese wesentliche Veränderung wurde die Aussage der Marienseite in ihrem Sinn massiv entstellt. Das ursprüngliche Medaillon bildete das Gegenstück zum Medaillon der Heribertseite, welches Christus Pantokrator zeigt. Die Medaillons sollten also vorne Gott-Vater und hinten den die Welt beherrschenden Sohn zeigen. Nun sieht man in beiden Medaillons das gleiche Motiv. Außerdem fehlt der Marienseite nun der Bezug, unter dem Schutz Gott-Vaters zu stehen, während Christus zweimal vertreten ist; was keinen Sinn ergibt. Hellner hat mit seinen Änderungen sowohl einer sehr alten tradierten Darstellungsform für die Patronin als auch dem ikonographischen Programm der Marienseite und der Ikonographie des Schreins insgesamt einen schweren Verlust zugefügt.
Die Aussagen der Auftraggeber zum restaurierten Schrein bezeugen allerdings den unkritischen Geist des Historismus, in dem die handwerklichen Qualitäten über den inhaltlichen Aussagen standen, noch einmal eindrucksvoll. So dankte man dem „Meister, Herrn Hellner aus Kempen“ für die „in hohem Grade gelungene Restauration“. Weiter hieß es dann: der Schrein habe in der ersten Ausstellung 1854 ein vielfach verstümmeltes Äußeres gehabt, während man nun „kaum die neuen Theile zu entdecken vermag, die zur Ergänzung des Fehlenden hinzugefügt werden mußten“.

### Heutiges Aussehen
Von 1988 bis 1993 wurde der Schrein gereinigt und konservatorisch gesichert. Die ab 1988 durchgeführte 2. Restaurierung durfte nach den „Richtlinien zur Sicherung und Konservierung der Reliquienschreine im Erzbistum Köln“ nur den Zustand nach der Restaurierung von 1858 wiederherstellen. Die Richtlinien untersagen jeden Eingriff in die Substanz und jede gestalterische Veränderung gegenüber dem Vorzustand. Dies ist für das Jahrhunderte alte, bei der Restaurierung sinnentstellte Marienmotiv sehr bedauerlich.

## Neuere Geschichte (1945 bis heute)

### Zerstörung der Kirche St. Heribert im Zweiten Weltkrieg
Bis 1944 stand der Altar in der östlichen Chorseitenkapelle. Der Düsseldorfer Baumeister Caspar Clemens Pickel, der 1891 zum ersten Baurat für den Bau von St. Heribert (Köln) ernannt wurde, ließ Gitter anfertigen, die den Schrein an zwei Seiten umgaben. Im Zweiten Weltkrieg wurde die von Pickel errichtete Kirche St. Heribert so zerstört, dass lediglich die Außenmauern übrig blieben. Der Schrein war ausgelagert und wurde daher nicht zerstört. Angaben über den Auslagerungsort fehlen in der Literatur.

### Wiederaufbau St. Heriberts (1949 bis 1951)
Nach der Zerstörung der Kirche gründete die Pfarrgemeinde 1949 einen Kirchenbauverein. 1950 beauftragte dieser den Generalplaner der Stadt Köln, Rudolf Schwarz, mit dem Wiederaufbau der Kirche. Im Zuge des Wiederaufbaus wurde der Heribertschrein von der Chorseitenkapelle gleich hinter den neu entworfenen Pfarraltar unterhalb der Vierung gesetzt. Schwarz ließ ihn südlich hinter dem Pfarraltar auf eine von vier Rundstützen getragene Platte stellen. Die Platte ist so hoch aufgestellt, dass man unter ihr hindurch gehen kann, um dabei den Segen des Heiligen aufzunehmen. 1996 wurde in der Kirche eine Schatzkammer eingerichtet, in der die meisten Sekundärreliquien des Hl. Heribert ihren Platz gefunden haben. Daneben werden auch andere wertvolle Gegenstände der Pfarrhistorie dort aufbewahrt.

## Der Schrein in Prozessionen und Ausstellungen

### Schreinprozessionen
Wie es für Reliquienschreine in der christlichen Kultur üblich ist, wurde auch der Heribertschrein mit den darin befindlichen Reliquien in Prozessionen mitgeführt. Solche Reliquienprozessionen gehören zur Frömmigkeits- und Kulturgeschichte der jeweiligen Stadt. In Köln wurden beispielsweise in Notsituationen die Schreine der Heiligen der Stadt in Prozessionen zum Dreikönigenschrein in den Dom gebracht. Das Ziel war, dass die Heiligen dadurch gemeinsam bei Gott Fürsprache für die Stadt und das Erzbistum halten sollten. Derartige Prozessionen, bei denen auch der Heribertschrein mitgeführt wurde, fanden u. a. im Pestjahr 1428 und drei Mal während des Dreißigjährigen Krieges, in den Jahren 1634, 1639 und 1644, statt.
Andere Anlässe für Schreinprozessionen in Köln waren insbesondere im 20. Jahrhundert große Feierlichkeiten. Ein Beispiel dafür ist die Kölner Schreinprozession 1948 im Rahmen der 700-Jahr-Feier der Grundsteinlegung des Kölner Doms. Im Zuge der Prozession wurde der Heribertschrein zusammen mit dem Dreikönigenschrein und sieben weiteren Schreinen „ungeschützt auf geschmückten Militärlastwagen am Rhein entlang Richtung Dom“ getragen. Bis heute wird die Prozession erinnert als „Ereignis, dessen geistliche wie politische Bedeutung weit über die Stadtgrenzen hinaus ging“. Zudem nutzte der Kölner Kardinal Josef Frings (1887–1978) das Ereignis dazu, Bischöfe aus verschiedenen Ländern einzuladen, darunter aus Frankreich, England und Belgien. Diese nahmen die Einladung an: „Die Völkergemeinschaft, die unter dem Krieg und Terror, der von Deutschland ausgegangen war, schwer zu leiden hatte, geht auf den einstigen Feind zu“. Weitere Beispiele sind 1980 eine Prozession von der Agneskirche zum Dom anlässlich der 100-Jahr-Feier der Vollendung des Kölner Doms und 1985 die große Bittprozession im Jahr der romanischen Kirchen in Köln.

### Ausstellungen im 19. Jahrhundert
Der „Christliche Kunstverein der Erzdiözese Köln“ (1853 von Johann Anton Friedrich Baudri gegründet) setzte sich zum Ziel, ein Museum für christliche Kunst, das heutige Diözesanmuseum zu gründen. Die erste Ausstellung des Vereins fand 1854 im Gürzenich in Köln statt und zeigte religiöse Kunstwerke, u. a. den Heribertschrein.
1860 bezog der Verein ein eigenes Haus am heutigen Roncalliplatz. Zur Feier des Ereignisses gab es eine Ausstellung im neuen Haus, in der auch der frisch restaurierte Heribertschrein wieder ausgestellt wurde.
Vor der Ausstellung 1860 in Köln sorgte Franz Xaver Hellner dafür, dass der von ihm restaurierte Schrein als Einzelstück für zwei Wochen in Kempen gezeigt wurde.

### Rhein-Maas-Ausstellung (1972)
Im Jahr 1972 war der Heribertschrein Teil der zweimonatigen Ausstellung „Rhein und Maas. Kunst und Kultur 800–1400“ in der Kunsthalle Köln. Der Museumsdirektor des Schnütgen-Museum, Anton Legner, hatte in Zusammenarbeit mit den belgischen Kulturministerien etwa 280 Kunstwerke zusammengetragen. Gezeigt wurden Ausstellungsstücke aus dem Erzbistum Köln und dem Bistum Lüttich. Dass es in diesem Gebiet zahlreiche stilistische Überschneidungen gibt, wurde erst in neuerer Zeit erforscht und sollte Thema der Ausstellung sein. Dabei gilt der Heribertschrein als das Hauptwerk der rheinisch-maasländischen Goldschmiedekunst des 12. Jahrhunderts. So wurde der Schrein vermutlich von zwei Meistern gebaut, davon einer maasländischer und einer rheinischer Herkunft, wobei Seidler diese Sichtweise nicht teilt. Im Zentrum der Ausstellung, einem „zentralen, abgedunkelten Schau-Raum, [standen] allein sieben komplette Heiligen-Schreine des im Rhein-Maas-Gebiet besonders glanzvollen 12. Jahrhunderts beisammen.“

### Ornamenta-Eccleasiae-Ausstellung (1985)
In der Ausstellung „Ornamenta Ecclesiae – Kunst und Künstler der Romanik in Köln“ war der Heribertschrein 1985 ausgestellt. Anlass der Ausstellung war der fast abgeschlossene Wiederaufbau der Kölner romanischen Kirchen vierzig Jahre nach Ende des Zweiten Weltkrieges. Sie wurde präsentiert vom Museum Schnütgen und wurde in der Josef-Haubrich-Kunsthalle gezeigt. Neben Kunstwerken aus den Kölner Schatzkammern waren auch weitere Werke romanischer Kunst zu sehen. Ausgestellt waren neben dem Schrein des heiligen Heribert auch sein elfenbeinerner Kamm, sein Stab, mehrere Seidengewebe, die dem Heribertschrein 1920 entnommen worden waren, seine Trinkschale und das Kreuzigungsrelief aus der Abtei St. Heribert.